# American Football in Deutschland

Logo des American Football Verband Deutschland

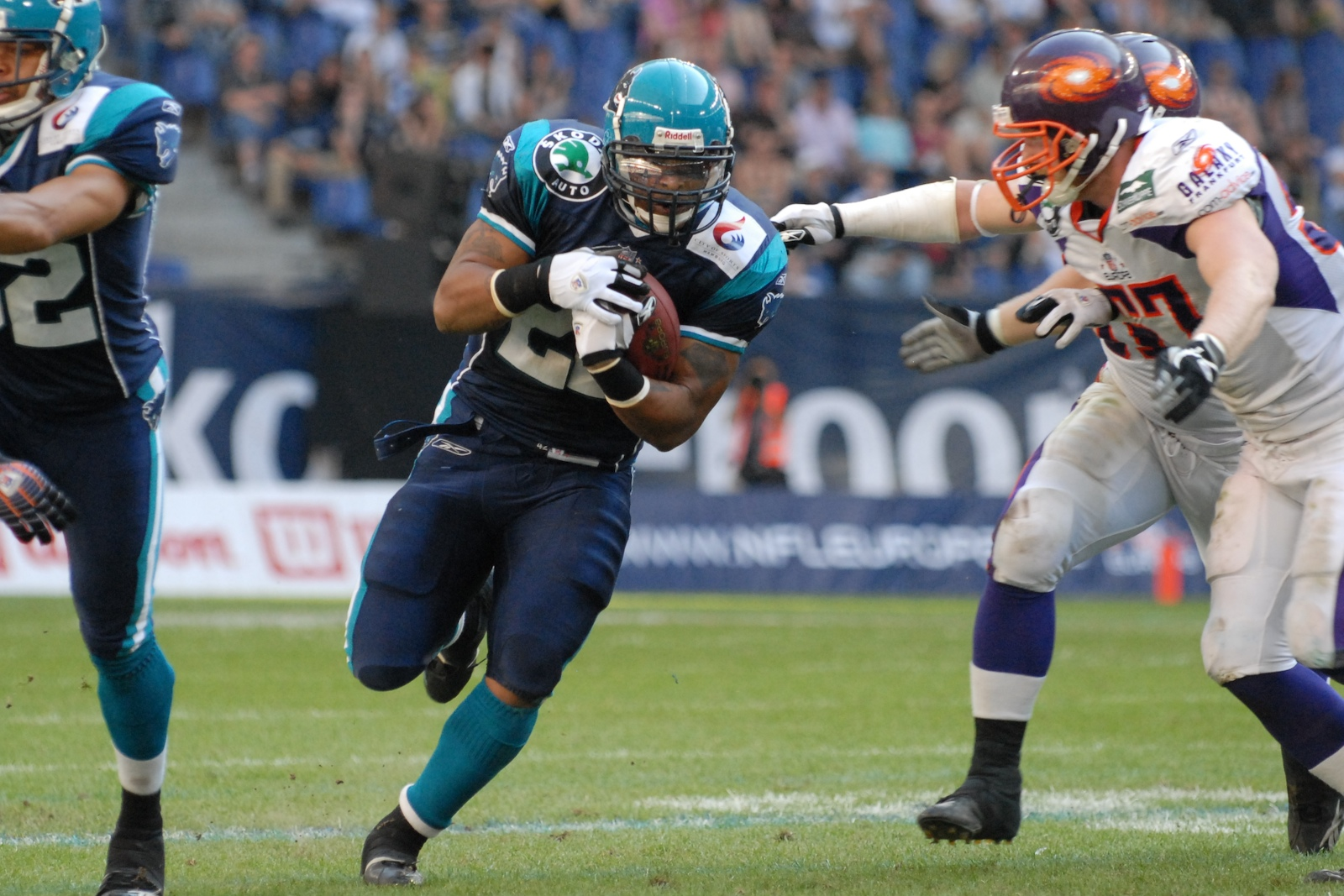
Runningback der Hamburg Sea Devils bei einem Spiel gegen Frankfurt Galaxy

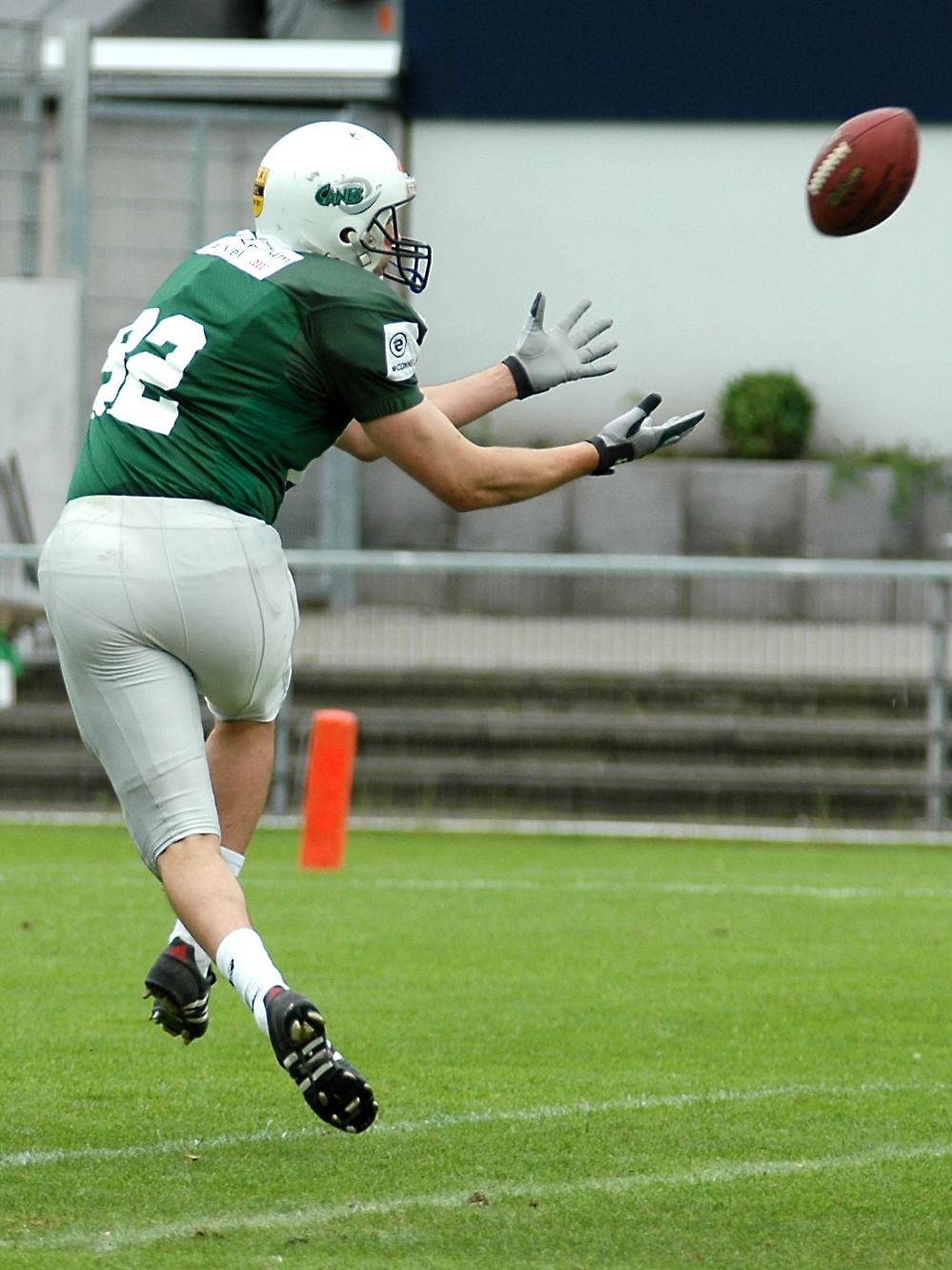
Wide Receiver der Kiel Baltic Hurricanes

American Football wird in Deutschland seit 1945 gespielt und wurde bis 1979 hauptsächlich von Besatzungssoldaten der US-Armee betrieben. Seitdem gibt es einen deutschen Verband und einen organisierten Spielbetrieb.
Der Dachverband „American Football Verband Deutschland“ (AFVD) betreibt die Bundesligen German Football League und German Football League 2 sowie alle anderen Football-Ligen auf nationaler Ebene. Mit seinen über 70.000 Mitgliedern ist der AFVD der sechstgrößte Mannschafts-Sportverband Deutschlands (Stand: 2020).
Sieben deutsche Mannschaften nehmen an der europaweiten semiprofessionellen European League of Football teil.
Die professionelle US-amerikanische National Football League trägt seit 2022 jährlich ein reguläres Saisonspiel in Deutschland aus.

## Geschichte

### 1945 bis 1976 – Football in amerikanischen Kasernen
Nach Ende des Zweiten Weltkriegs spielten viele in Deutschland stationierte US-amerikanische Soldaten Football in ihren Kasernen und Wohnsiedlungen. Das erste größere Footballspiel wurde zwischen zwei Kasernenmannschaften im Frankfurter Waldstadion ausgetragen, das von den Besatzungstruppen in Victory Stadium umbenannt wurde. Bis Juli 1946 fanden dort regelmäßig Footballspiele der US-Soldaten statt. Danach wurde das Stadion für deutsche Fußball-Mannschaften freigegeben und immer weniger für American Football genutzt. Bis 1977 wurde der Sport fast ausschließlich durch stationierte US-Soldaten weitergeführt. Die meisten Spiele wurden in den Kasernen ausgetragen, zu denen nur die Soldaten Zutritt hatten. So wurde der Sport in Deutschland zwar ausgeübt, aber ohne Beteiligung der Einheimischen, die Football nur aus US-Medien kannten.
Dieses änderte sich im Frühjahr 1976, als durch die geplante Intercontinental Football League die College-Mannschaften Texas A&M–Kingsville Javelinas (damals NAIA-Meister, heute im NCAA Division II College Football, nicht zu verwechseln mit den bekannteren erstklassigen Aggies der Texas A&M University) und die Henderson State University Reddies nach Europa kamen. Sie spielten in Deutschland im ausverkauften Berliner Olympiastadion (17:8), im Mannheimer Stadion am Alsenweg (20:6), im Städtischen Stadion Nürnberg (heute Max-Morlock-Stadion) (17:15), sowie in Paris und Wien. Obwohl die meisten Zuschauer in Mannheim und Nürnberg stationierte Soldaten waren, machten die Spiele der Javelinas den American Football in Deutschland populärer.

### 1977 bis 1981 – Gründung der ersten deutschen Football-Vereine
Der erste Football-Verein in Deutschland waren die Frankfurter Löwen, die 1977 von Alexander Sperber und Wolfgang Lehneis gegründet wurden. Sperber studierte Architektur in Frankfurt, wo er an der Frankfurt Junior Highschool und der Frankfurt Highschool Football gespielt hatte. Danach studierte er Kunst in den USA. Lehneis konnte den Soldaten-Footballfernsehsender American Forces Network empfangen und auf diese Weise theoretische Football-Grundlagen sammeln. Die Mannschaft bestand zunächst im Wesentlichen aus US-Amerikanern und wenigen Deutschen und bestritt ausschließlich Spiele gegen Mannschaften anderer Militärstützpunkte aus der näheren Umgebung, die sie meist hoch verloren. Am 1. Mai 1978 wurden die Düsseldorf Panther, der zweite deutsche Footballverein, gegründet. Es folgten die Munich Cowboys, die Ansbach Grizzlies, die Bremerhaven Seahawks und die Berlin Bären (heute Berlin Adler). Nach der Gründung des American Football Bund Deutschland (AFBD) im März 1979, nahmen die Mannschaften den geregelten Spielbetrieb auf. Das erste Spiel der neugegründeten Liga unter dem AFBD gewannen die Frankfurter Löwen am 4. August 1979 vor etwa 4.000 Zuschauern mit 38:0 gegen die Düsseldorf Panther. Vor allem aufgrund der vielen erfahrenen US-Amerikaner im Kader der Löwen konnten diese die deutsche Meisterschaft, den Vorläufer des German Bowl, für sich entscheiden. Das in Frankfurt ausgetragene Spiel gewannen die Frankfurter vor etwa 400 Besuchern mit 14:8 gegen die Ansbach Grizzlies. Der Zuschauerschnitt der Liga lag 1979 bei etwa 600, wobei die letztplatzierten Düsseldorf Panther mit zirka 2.000 Zuschauern pro Spiel den höchsten Schnitt aufweisen konnten. In der Hansestadt Hamburg, einer späteren Football-Hochburg in Deutschland, nahm mit den Hamburg Vikings im Jahr 1980 erstmals eine Mannschaft am geregelten Spielbetrieb (in der unterklassigen Nordliga) teil. Die Hamburger verloren ihr erstes Spiel gegen die Cologne Crocodiles mit 0:54.
Wegen des schlechten Abschneidens der NRW-Vereine wurde eine Initiative ins Leben gerufen, um die amerikanische Beteiligung zu reduzieren. Die Führung des AFBD war nicht damit einverstanden, da dies einen massiven Einschnitt in die Spielqualität darstellen würde. Meinhard Pfanner, der damalige Präsident der Düsseldorf Panther, gründete zusammen mit einigen anderen, hauptsächlich aus Nordrhein-Westfalen kommenden Mannschaften, einen eigenständigen, vom AFBD unabhängigen, Spielbetrieb mit amerikanischer Beschränkung. Daraus wurde der American Football Verband (AFV), der den Spielbetrieb in der Nordwestdeutschen Football Liga (NFL) parallel zur Liga des AFBD aufnahm. Das Endspiel des AFBD gewannen die Frankfurter Löwen erneut gegen die Ansbach Grizzlies, diesmal mit einem Endstand von 21:12 vor etwa 4.000 Zuschauern in Frankfurt. Die Düsseldorf Panther, die inzwischen auch amerikanische Spieler in ihren Reihen hatten, konnten sich im AFV-Endspiel gegen die vorher stark favorisierten Bremerhaven Seahawks durchsetzen. Vor etwa 8.000 Besuchern gewannen sie mit 15:6 im Essener Grugastadion. Im Jahr darauf versuchten die deutschen Vereine, den Konflikt zwischen den beiden Footballverbänden zu bereinigen und einen gemeinsamen Verband zu gründen. Diese Versuche scheiterten jedoch am AFBD und dessen Präsidenten Paolo Wölker. 1981 konnten sich in der AFBD-Meisterschaft erstmals die Ansbach Grizzlies gegen die Löwen durchsetzen. Sie gewannen das Endspiel am 25. Oktober 1981 mit 27:6 vor einem Publikum von 2.500 Zuschauern im Kölner Südstadion. AFV-Meister wurden wieder die Panther aus Düsseldorf. Sie setzten sich im Parkstadion in Gelsenkirchen vor 11.000 Zuschauern mit 34:18 gegen die Mannheim Redskins durch. Das zunächst geplante Spiel zwischen den Meistermannschaften der beiden Verbände im Heimstadion der Mönchengladbach Mustangs entfiel wegen zu hoher finanzieller Forderungen des AFBD.
Im Jahr 1981 fand ebenfalls das erste Spiel einer deutschen Nationalmannschaft statt. Die Spieler stammten aus den Reihen der AFBD-Mannschaften, alle Mannschaften sollten vertreten sein. Bundestrainer war Wolfgang Lehneis, der später auch der erste deutsche Chef-Trainer der Frankfurter Löwen wurde. Das Premierenspiel wurde im italienischen Castel Giorgio gegen die Italienische Nationalmannschaft ausgetragen und konnte von den Deutschen mit 12:6 gewonnen werden. Das Rückspiel im Kölner Südstadion verlor das Auswahlteam gegen die hoch überlegenen Italiener.

### 1982 bis 1989 – Anfänge des organisierten Spielbetriebes unter dem AFVD
Der AFBD unter der Führung von Präsidenten Jürgen Grahmke löste sich aufgrund finanzieller Probleme am 16. Oktober 1982 auf und stellte den Spielbetrieb ein. Daraufhin gründete der AFV nach einer öffentlichen Abstimmung aller Verbände und Vereine den American Football Verband Deutschland (AFVD). So wurde erstmals eine Meisterschaft zwischen allen Mannschaften Deutschlands ausgetragen, deren Endspiel als 1. Deutscher Super Bowl bezeichnet und später in German Bowl umbenannt wurde. Das erste Endspiel gewannen die Ansbach Grizzlies, die vor rund 8.000 Besuchern im Grugastadion Essen gegen die Cologne Crocodiles antraten. Seit dem Zusammenschluss der beiden Ligen begannen deutsche Spieler eine wichtigere Rolle in den Spielen zu übernehmen, so wurde der Runningback der Düsseldorf Panther, Markus Becker, von 1983 bis 1986 jedes Mal zum German-Bowl-MVP, dem wertvollsten Spieler, gewählt. Im Laufe der Jahre stiegen die Zuschauerzahlen der Ligaspiele auf durchschnittlich mehr als 1.000 und der deutsche Footballsport erreichte seinen ersten Höhepunkt, was hauptsächlich an der Umorientierung vom reinen Sport zum „Sportevent“ mit Rahmenprogramm wie Musik und Verpflegung lag. Aufgrund der guten Leistungen deutscher Spieler beschloss der AFVD, die Anzahl der einsetzbaren US-Amerikaner zu begrenzen, um dadurch die deutschen Spieler stärker zu fördern und zu fordern.
1983 fand der erste Vergleich zwischen Deutschland und dem Ursprungsland des Sports, den Vereinigten Staaten von Amerika, statt. Zwei deutsche Auswahlmannschaften traten gegen das College-Team der University of Missouri an. Die beiden Spiele in Essen und Stuttgart verloren die deutschen Mannschaften mit großem Rückstand. In diesem Jahr gelang den Düsseldorf Panthern die erste Perfect Season in der Geschichte der Liga, nachdem sie alle zwölf Spiele bei einer Punktebilanz von 505:54 gewinnen konnten. Bis ins Jahr 1986 dominierten die Panther gemeinsam mit den Ansbach Grizzlies die Liga. Letztere waren von 1979 bis 1986 in jedem German Bowl vertreten und konnten davon drei für sich entscheiden. Die Panther standen von 1983 bis 1986 im Endspiel um die Trophäe und siegten ebenfalls dreimal. Die Zuschauerzahlen stiegen vor allem in Ansbach und Düsseldorf noch weiter an, und die Endspiele wurden durchschnittlich vor einem Publikum von 10.000 Personen ausgetragen. 1987 begann die Hochphase der Berlin Adler unter Cheftrainer Billy Brooks, der vorher in der NFL gespielt hatte. Von 1987 bis 1994 konnten die Adler eine Bilanz von 85 Siegen bei lediglich 6 Niederlagen vorweisen. Sie dominierten im German Bowl 1987 vor 17.000 Zuschauern im überfüllten Mommsenstadion und gewannen mit 37:12 gegen die Badener Greifs.
Das erste Frauenfootballspiel in Deutschland fand, nach Gründung diverser Teams im Jahr 1986, ebenfalls 1987 statt. Die Frauenmannschaft der Berlin Adler trat gegen eine gemeinsame Frauenauswahl der Mannschaften der Hannover Ambassadors und Cologne Crocodiles an. Am 27. September gewann die Auswahl der Crocodiles und Ambassadors mit 56:20 gegen die Berliner. Auf dieses Spiel folgten viele Freundschaftsspiele der damals etwa zehn Frauenmannschaften in ganz Deutschland.
Da das Mommsenstadion beim German Bowl 1988 nicht genügend Platz für alle Besucher hatte, wurde mit der Stadt Berlin vereinbart, das nächste Endspiel im dortigen Olympiastadion auszutragen. Da die Berlin Adler sich bereits im Halbfinale den Düsseldorfern geschlagen geben mussten und somit kein Berliner Team am German Bowl teilnahm, kamen 1988 nur 11.000 Zuschauer zum Endspiel. Viele Mannschaften verpflichteten einen US-amerikanischen Quarterback, Runningback und Linebacker, die Schlüsselpositionen eines Footballteams, die damit wieder eine wichtige Rolle einnahmen. Daraus folgten stärkere Offense-Leistungen, was das Spiel noch attraktiver für Besucher machte. Manche Vereine konnten dadurch ihre Zuschauerzahlen verdoppeln. Die Berlin Adler setzten sich im German Bowl wieder durch und gewannen mit 30:23 vor knapp 11.000 Zuschauern im Städtischen Stadion Nürnberg gegen die Red Barons Cologne.

### 1990 bis 1994 – US-Profis in Deutschland und Europa
| Datum           | Gewinner            | Punkte | Verlierer          | Punkte |
| --------------- | ------------------- | ------ | ------------------ | ------ |
| 11. August 1990 | Los Angeles Rams    | 19     | Kansas City Chiefs | 3      |
| 3. August 1991  | San Francisco 49ers | 21     | Chicago Bears      | 7      |
| 15. August 1992 | Miami Dolphins      | 31     | Denver Broncos     | 27     |
| 7. August 1993  | Minnesota Vikings   | 20     | Buffalo Bills      | 6      |
| 13. August 1994 | New York Giants     | 28     | San Diego Chargers | 20     |

Zur Erweiterung der Marktpräsenz der US-amerikanischen Profiliga National Football League (NFL) fanden ab 1983 Preseason-Spiele der NFL im Londoner Wembley Stadium statt, ab 1986 regelmäßig als American Bowl; zudem seit 1989 in Japan im Tokyo Dome; alle Spiele waren innerhalb sehr kurzer Zeit ausverkauft.
Nachdem im deutschen Fernsehen allenfalls anlässlich des Super Bowls oder German Bowls über Football berichtet wurde, wurde durch das Kabelfernsehen ab Mitte der 1980er der US-Football (NFL und College) in Großbritannien und auch Deutschland bekannter.

Logo der World League of American Football

Nach dem Fall der Berliner Mauer setzte die NFL 1990 im Rahmen des American Bowl ein Preseason-Spiel im Berliner Olympiastadion an. Diese Begegnung war zudem Teil der Werbestrategie für die World League of American Football (WLAF, englisch für American-Football-Weltliga), die 1991 gestartet wurde, und auch ein Test für die generelle Akzeptanz des Footballsports in Deutschland. Die WLAF wurde nach 1992 ausgesetzt, die American-Bowl-Serie in Berlin fand aber von 1992 bis 1994 statt, und wurde beendet zugunsten der Wiederaufnahme der WLAF als NFL Europe 1995.
Die World League of American Football, beziehungsweise später NFL Europe und NFL Europa, war ein Ableger der NFL. Sie sollte die Sportart in Europa populärer machen und als eine Art Minor League für die National Football League fungieren. In der ersten Saison spielte Frankfurt Galaxy als damals einzige in Deutschland untergebrachte Mannschaft in der WLAF. Galaxy hatte zu Heimspielen im Waldstadion durchschnittlich mehr als 30.000 Zuschauer. Da die amerikanischen Teams im Gegensatz zu den europäischen zu geringe Einnahmen und Zuschauerzahlen aufwiesen, wurde die Liga nach der Saison 1992 schon ein Jahr vor Auslauf der geplanten Testphase wieder eingestellt.
Seit 1991 gab es Bestrebungen für eine professionelle Liga mit hauptsächlich europäischen Spielern. Aus diesem Anlass wurden 1992 die Hamburg Blue Devils gegründet, die das Aushängeschild einer von einem Fernsehsender organisierten Liga beziehungsweise Turnierreihe sein sollten. Daraus wurden die „Schweppes Cool Masters“, bei dem 1992 vier Mannschaften und 1993 zwölf Mannschaften im Hamburger Volksparkstadion gegeneinander antraten. Der Zuschauerschnitt betrug in der ersten Saison ungefähr 5.000 und in der zweiten Saison ungefähr 8.500. Die Blue Devils gewannen beide Turniere ohne eine Niederlage. Im Anschluss an die beiden Turniere wurde die „Football League of Europe“ mit einem Etat von etwa fünf Millionen DM (etwa 2.550.000 €) gegründet, eine Liga aus acht europäischen Mannschaften. Die Organisatoren erwarteten einen Schnitt von 5.000 Besuchern pro Heimspiel – dies konnten nur die Hamburg Blue Devils mit etwa 10.000 Zuschauern pro Spiel und die Great Britain Spartans mit einem Schnitt von 5.000 erreichen. Die meisten anderen Mannschaften spielten durchschnittlich lediglich vor einem Publikum von etwa 4.000 Personen. Das Endspiel um die Jim Thorpe Trophy gewannen die Stockholm Nordic Vikings im Volksparkstadion vor 18.000 Zuschauern gegen die Blue Devils, was die Zuschauererwartungen der Organisatoren um einige 1.000 Gäste übertraf. Die Blue Devils stiegen nach der Saison aus der Liga aus, um sich auf den Spielbetrieb zu orientieren. Danach zogen weitere zwei der drei noch verbleibenden Mannschaften zurück, weswegen 1995 nur noch die Frankfurt Knights als deutsches Team in der FLE übrig blieben.
Den deutschen Football dominierten weiterhin die Berlin Adler mit Quarterback Clifford Madison, die 1990 mit einem 50:38-Sieg gegen die Cologne Crocodiles ihre dritte German-Bowl-Trophäe errangen. Sie konnten in diesem Jahr als erste deutsche Mannschaft am Eurobowl, dem Finale der European Football League, teilnehmen. Von der großflächigen Promotion des American Bowl in Berlin konnten die Adler zusätzlich profitieren – die vielen Plakate, Radiowerbung und andere Maßnahmen zogen durchschnittlich fast doppelt so viele Zuschauer in die Stadien wie im Vorjahr. Im darauf folgenden Jahr siegten die Adler im Endspiel erneut gegen die Cologne Crocodiles und waren somit das erste Team, das dreimal in Folge am German Bowl teilnehmen konnte. Bis 1991 war die Bundesliga in vier Abteilungen – Nord, Süd, West und Ost – eingeteilt. Durch einen einstimmigen Beschluss des AFVD wurde sie in ihre heute Form mit zwei Abteilungen – Nord und Süd – gebracht. Zu dieser Zeit spielte Ralf Kleinmann, später einer der erfolgreichsten Kicker der NFL Europe, in Köln und schoss die meisten Field Goals der Liga. Nach diesem German Bowl endete die Hochphase der Adler allmählich und die Panther kamen wieder zur früheren Dominanz. So siegten sie mit einem jungen Team im German Bowl des Jahres 1992 mit 24:23 gegen die Munich Cowboys. Die Cowboys siegten ein Jahr später, während die Cologne Crocodiles zum dritten Mal in vier Jahren Vizemeister wurden. Zur Saison 1994 wurden sogenannte „Interconference Games“ eingeführt, bei denen eine Mannschaft der GFL-Nord- und eine Mannschaft der GFL-Süd-Abteilung gegeneinander antreten; zuvor trafen die Teams erst in den Play-offs auf Gegner der anderen Abteilung. Nach zweijähriger Endspielabsenz standen die Berlin Adler 1994 wieder gegen die Düsseldorf Panther im German Bowl und verloren mit 17:27 vor etwa 8.000 Zuschauern im Hanauer Herbert-Dröse-Stadion.

### 1995 bis 2000 – Höhepunkt des deutschen Footballs

Logo der NFL Europe

Im Jahr 1995 wurde die World League of American Football als „World League“ ohne US-amerikanische Teams, dafür mit Frankfurt Galaxy und Rhein Fire als deutsche Mannschaften, neugegründet. Im ersten Jahr konnte die Frankfurt Galaxy im Waldstadion lediglich einen Zuschauerschnitt von etwa 12.500 aufweisen, wobei Rhein Fire mit knapp 17.000 Zuschauern pro Spiel den höchsten Schnitt der Liga erreichen konnte. Die Galaxy hatte mit Ernie Stautner einen in Deutschland geborenen ehemaligen NFL-Spieler als Trainer und konnten so den World Bowl, das Endspiel der Liga, im Amsterdamer Olympiastadion mit 26:22 gegen die Amsterdam Admirals gewinnen. Durch die Fernsehübertragung vieler deutscher World-League-Spiele durch den Privatsender VOX kamen immer mehr Zuschauer in die Stadien der beiden deutschen Mannschaften. Bereits ein Jahr später spielte die Galaxy wieder vor über 30.000 Zuschauern. Die Zuschauerzahlen von Heimspielen Rhein Fires im Rheinstadion stiegen bis ins Jahr 2000 auf durchschnittlich 34.628, was sie von den Zuschauerzahlen her zum Top-Team machte. Bei Spielen zwischen Rhein Fire und Frankfurt Galaxy, die Deutschland-Derby genannt wurden, waren die Stadien aufgrund der Rivalität der beiden Mannschaften regelmäßig bereits lange im Vorfeld ausverkauft. Im Jahr 1998 wurde die World League in „NFL Europe League“ beziehungsweise „NFL Europe“ (NFLE) umbenannt. Ein Jahr später wurde die Liga mit Berlin Thunder, die im Friedrich-Ludwig-Jahn-Sportpark spielten, um ein deutsches Team ergänzt. Für diese fielen die England Monarchs aus der Liga. Von 1995 bis zur Schließung der NFL Europe 2007 stand jedes Mal mindestens ein deutsches Team im World Bowl, die Galaxy viermal und Rhein Fire dreimal. 1995 und 1999 gewann Galaxy, 1998 und 2000 gewann Rhein Fire.

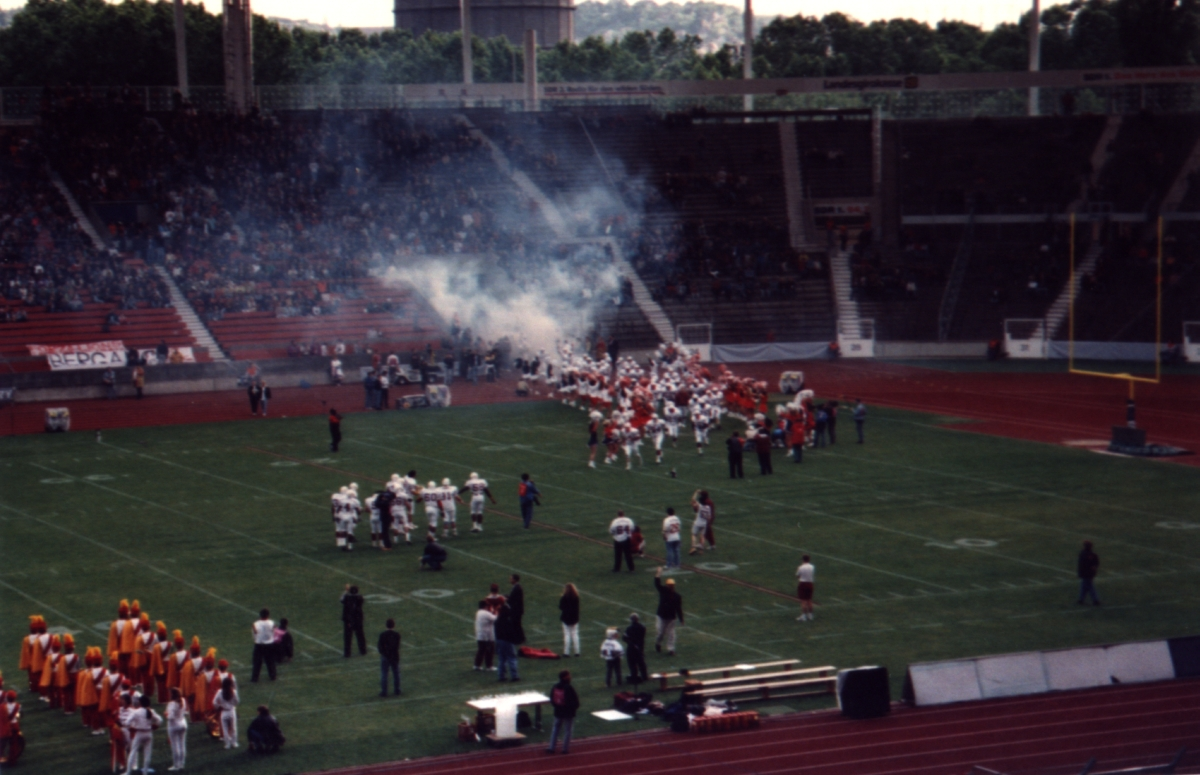
Die London Olympians laufen beim zweiten in Deutschland ausgetragenen Eurobowl in das Stuttgarter Gottlieb-Daimler-Stadion ein.

Im Jahr 1995 meldeten sich mit 189 Vereinen mehr Mannschaften als jemals zuvor für den Spielbetrieb. Die Hamburg Blue Devils wollten als erste Mannschaft direkt in die Erste Bundesliga aufgenommen werden, da sie ein Jahr zuvor bereits in der Football League of Europe spielten. Dies führte zu einem Konflikt zwischen AFVD und den Mannschaften der Bundesliga, die für eine Aufnahme der Blue Devils waren. Letztendlich konnten sich die Vereine durchsetzen und die Hamburger wurden aufgenommen, außerdem kam ein weiterer Verein dazu. Dadurch wurde die Liga von zehn auf zwölf Mannschaften aufgestockt. Die Blue Devils waren direkt erfolgreich und konnten ihren Zuschauerschnitt von 9.000 aus dem Vorjahr in der FLE halten. Lediglich die Braunschweig Lions konnten einen ähnlich hohen Schnitt aufweisen, der Ligadurchschnitt lag bei etwa 2.500. Der Grund für diese hohen Durchschnittszahlen in Hamburg und Braunschweig waren Auftritte von beispielsweise Herbert Grönemeyer, Den Fantastischen Vier und Nena im Stadion. Die Blue Devils spielten sich bis in den German Bowl und unterlagen den Düsseldorf Panthern mit 17:10 im Eintracht-Stadion Braunschweig vor über 12.000 Besuchern. Wegen des generell sportlich höheren Levels und durch die Popularität der neu eingestiegenen Blue Devils kamen wieder mehr Sponsoren in die höchste deutsche Football-Liga. Viele Vereine arbeiteten mit einem hohen sechs- bis niedrigem siebenstelligen Etat. Im selben Jahr gelang den Düsseldorf Panthern der erste deutsche Mannschaftserfolg in der European Football League (EFL). Im Eurobowl IX, dem Endspiel der European Football League, setzten sich die Panther mit 21:14 gegen den Titelverteidiger London Olympians durch. Das Spiel im Stuttgarter Gottlieb-Daimler-Stadion (heute MHPArena) wurde vor einer Kulisse von 20.000 Besuchern ausgetragen, was damals das meistbesuchte Spiel deutscher Teams in der Geschichte war. Bis zum Ende der Dekade folgten vier weitere Triumphe deutscher Mannschaften in der EFL. Die Hamburg Blue Devils errangen drei Titel in Folge, ehe sie sich im rein deutschen Endspiel 1999 den Braunschweig Lions geschlagen geben mussten. Von 1994 bis 1997 wurde der Eurobowl im Gottlieb-Daimler-Stadion ausgetragen, von 1998 bis 2000 im Volksparkstadion, dem Heimfeld der Hamburg Blue Devils.
Die Braunschweig Lions erreichten 1994 zum ersten Mal die Play-offs und konnten diese bis 2008 jedes Jahr erreichen. Zusammen mit den Hamburg Blue Devils dominierten sie die Liga – von 1995 bis 2000 stand mindestens eine der beiden Mannschaften im German Bowl, 1998 und 1999 fand ein Endspiel zwischen den Blue Devils und den Lions statt. Da die beiden Mannschaften die meisten Zuschauer aufweisen konnten, waren die Endspiele besser besucht als alle anderen Spiele zuvor. So sahen 1999 30.400 Zuschauer German Bowl XXI zwischen den Blue Devils und Lions im Hamburger Volksparkstadion. Dieser Wert wurde bis heute nicht übertroffen. 1999 wurde die 1. Bundesliga in German Football League umbenannt. Zur Saison 2001 übernahmen sich sowohl die Lions als auch die Blue Devils finanziell und mussten somit ihre Eintrittspreise erhöhen, womit die Zuschauerzahlen sanken. Die Lions gewannen dreimal, dabei zweimal gegen die Devils, die Hamburger gewannen lediglich 1996 mit 31:12 gegen die Düsseldorf Panther. Austragungsort für das Endspiel war 1995 und 2000 Braunschweig. Von 1996 bis 1999 waren die Blue Devils Veranstalter.

### 2001 bis 2007
In der NFL Europe stiegen die Zuschauerzahlen der drei deutschen Mannschaften bis 2002 weiter, bis die Galaxy 2003 lediglich 23.000 Zuschauer pro Spiel aufweisen konnten, 10.000 weniger als im Vorjahr. Infolgedessen wurden 2004 die Barcelona Dragons durch die Cologne Centurions ersetzt. Die Centurions spielten im Rheinenergiestadion und spielten in ihrer ersten Saison vor durchschnittlich 12.000 Besuchern. Durch die Gründung einer Kölner Mannschaft nahmen die Zuschauerzahlen der Düsseldorfer Rhein Fire, die 2003 und 2004 aufgrund des Neubaus der LTU-Arena (heute Esprit-Arena) in der Gelsenkirchener Arena AufSchalke (heute Veltins-Arena) spielten, drastisch ab. Fire spielte vor nunmehr durchschnittlich etwa 22.000 Zuschauern, im Gegensatz zu den etwa 35.000 im vorherigen Jahr. 2005 wurde mit den Hamburg Sea Devils das letzte deutsche Team hinzugefügt. Lediglich 2005 gewannen die Amsterdam Admirals den World Bowl, in den anderen Jahren gewann ein deutsches Team.
In den USA wurde Roger Goodell am 1. September 2006 zum Commissioner der NFL ernannt, als Nachfolger des seit 1989 amtierenden Paul Tagliabue. Zwei Wochen später wurde die NFL Europe aufgrund des Sprachgebrauchs in den beiden Gastgeberländern in „NFL Europa“ umbenannt. Goodell setzte auch andere Prioritäten bei der kommerziellen Bewertung der Liga, und die NFL Europa wurde nach der Saison 2007 zugunsten einer globaleren Strategie kurzerhand eingestellt. Dies wurde auch in den USA bedauert.

### 2008 bis 2020 – Verbandsstreit und NFL-Hype
Von 2008 bis 2010 wurde der German Bowl in der Commerzbank-Arena in Frankfurt am Main ausgetragen und vom Deutschen Sportfernsehen (DSF, seit 2010 Sport1) live im Fernsehen übertragen. Außerdem bewarb sich der deutsche Verband um die Ausrichtung der American-Football-Europameisterschaft für das Jahr 2010 und bekam diese von der European Federation of American Football (EFAF) zugesprochen. Die deutsche Nationalmannschaft gewann dieses Turnier und konnte 2014 in Österreich dem Europameistertitel verteidigen.
In der Saison 2009 wurde das Internet-TV-Projekt GFL-TV beziehungsweise Internet-Radio-Projekt GFL-Radio ins Leben gerufen, um eine regelmäßigere und überregionale Berichterstattung über die GFL und GFL2 bieten zu können. In der GFL dominierten wie in den Vorjahren die Braunschweig Lions, die zum zwölften Mal in den German Bowl einziehen konnten und diesen gegen die Kiel Baltic Hurricanes zum siebten Endspielsieg führen konnten. In der Commerzbank-Arena selbst waren mehr als 16.000 Zuschauer, die Liveübertragung des DSF verfolgten durchschnittlich 180.000 Zuseher, was einer Einschaltquote von 2,1 % in der Zielgruppe der 14- bis 49-Jährigen entsprach. Die Lions konnten in der Saison 2009 das erste Mal seit 1995 die Play-offs nicht erreichen – sie standen am Ende der Regular Season mit den Aufsteigern Assindia Cardinals aus Essen auf dem letzten Platz, der den Einzug in die Play-offs garantiert. Aufgrund des besseren Touchdown-Verhältnisses der Essener zogen diese in den zweiten Teil der Saison ein. Im German Bowl standen am 3. Oktober 2009 die Berlin Adler und die Kiel Baltic Hurricanes, die den ersten Endspielerfolg in der Geschichte des Vereins feiern konnten. Die Kiel Baltic Hurricanes standen auch 2011 und 2012 im Endspiel, unterlagen hier aber dem Südmeister Schwäbisch Hall Unicorns. Im Endspiel 2013 verloren die Dresden Monarchs gegen die Lions aus Braunschweig 34:35 durch einen Fumble von Trevar Deed in aussichtsreicher Feldposition kurz vor Schluss. Es war die erste Teilnahme für die Dresdner und damit die erste für ein Team aus Ostdeutschland und der erste Titel für Braunschweig seit 2007. Im Jahre 2014 gelang Schwäbisch Hall erneut die der Gewinn der Südmeisterschaft. Im Halbfinale konnte Dresden bezwungen werden, sodass der Einzug ins Finale gegen Braunschweig gelang, die jedoch wie schon in der gesamten Perfect Season zuvor keine größeren Probleme hatten, das Spiel für sich zu entscheiden. Überragender Spieler war einmal mehr Quarterback Casey Therriault auf Seiten der Braunschweiger.
2009 wurde zum ersten Mal ein deutscher Spieler im NFL Draft ausgewählt, der das Footballspielen in Deutschland erlernt hat. Der Offensive Tackle Sebastian Vollmer, der in der Jugend bei den Düsseldorf Panthern und danach für die Houston Cougars College Football spielte, wurde in der zweiten Draftrunde an insgesamt 58. Stelle von den New England Patriots ausgewählt und schaffte es in den Kader der mehrmaligen Super-Bowl-Sieger. Dort spielt er als Reservespieler für Matt Light und Nick Kaczur und kam bereits in den ersten Spielen der Saison 2009 einige Spieleinsätze. In den folgenden Spielzeiten gelang es Vollmer, sich als wichtigen Spieler zu etablieren. In der NFL-Saison 2014 konnte er mit den Patriots den Super Bowl XLIX gewinnen, womit er nach Markus Koch der zweite deutsche Spieler wurde, dem dieses gelang.
Auf Verbandsebene waren die Jahre ab 2012 von Streitigkeiten zwischen den deutschen Verband und dem Weltverband geprägt. Einer der Anlässe war die Gründung der IFAF Europe 2014, nachdem bereits 2012 IFAF-Kontinentalverbände für die anderen Kontinente gegründet hatte. Die IFAF Europe sollte den bisherigen europäischen Kontinentalverband EFAF ablösen, der hauptsächlich vom deutschen Verband beherrscht wurde. Mit der IFAF Europe Champions League startete die IFAF einen neuen europäischen Pokalwettbewerb in Konkurrenz zur bisherigen European Football League (EFL). Der AFVD gründete die German Football League International (GFL I), die die Austragung der EFL, des Atlantic Cup und des ebenfalls neuen Wettbewerbs Big6 European Football League übernahm, und zog seine Nationalmannschaft aus den IFAF-Wettbewerben zurück. Der Streit eskalierte 2015 bis hin zur Spaltung des IFAF, die erst 2018 wieder beendet werden konnte. Die Big6 EFL und die anderen Wettbewerbe der GFL I wurden 2018 zuletzt ausgetragen. Im Oktober 2020 kündigte der AFVD an, sich wieder an den Wettbewerben der IFAF zu beteiligen. Der AFVD erhielt dann sogar den Zuschlag für die Austragung der Weltmeisterschaft 2023, die jedoch auf 2025 verschoben wurde.

### Seit 2021 – European League of Football und NFL-Spiele in Deutschland
Das Interesse an der NFL nahm in Deutschland seit 2012 stetig zu. Seit dieser Zeit wurden NFL-Spiele unter dem Namen ran Football auf Sat.1, später auf ProSieben und ProSieben Maxx gezeigt, ab 2015 auch Spiele der regulären Saison. Die NFL hatte zudem die NFL International Series ausgeweitet, insbesondere durch vier Spiele pro Saison in London. Die Liga kündigte 2021 an, die International Series auszuweiten und ab 2022 auch in Deutschland ein reguläres Saisonspiel auszutragen. Von 2022 bis 2025 werden insgesamt je zwei Spiele in München und Frankfurt am Main ausgetragen.
Im Juni 2021 startete die European League of Football (ELF) als professionalisierte Liga. In der ersten Saison waren sechs der acht teilnehmenden Mannschaften aus Deutschland, vier davon trugen Namen von ehemaligen NFL-Europa-Mannschaften. Die Mannschaften wurden zumindest teilweise aus dem Umfeld von bestehenden GFL-Clubs aufgebaut, einige meldeten sich aus der GFL ab. AFVD und GFL kritisierten die neue Liga stark und verboten jegliche Kooperation zwischen AFVD-Clubs und ELF-Mannschaften. Erster Meister der ELF wurde Frankfurt Galaxy. Zur zweiten Saison kam mit Rhein Fire eine weitere deutsche Mannschaft mit ehemaligen NFL-Europa-Namen sowie drei weitere Mannschaften aus dem europäischen Ausland in die ELF. Zur dritten Saison kam mit München ein achter deutscher ELF-Standort hinzu, während sich Leipzig während dieser Saison zurückzog.

## Deutsche Meisterschaften
Hauptartikel: Deutscher Meister (American Football)
Alle deutschen Meisterschaften werden vom AFVD ausgeschrieben und bis auf den German Bowl von verschiedenen Vereinen oder Verbänden ausgerichtet. Das Endspiel wird im Stadion des Veranstalters ausgetragen. Außerdem bezahlt der Veranstalter die Schiedsrichter, die Medaillen und den Pokal. Er behält lediglich die Einnahmen aus den Ticketverkäufen. Der German Bowl, das Endspiel der German Football League, findet seit 2010 bis auf weiteres im Friedrich-Ludwig-Jahn-Sportpark in Berlin statt, wo auch die Berlin Adler ihre Heimspiele austragen. Das Endspiel der Saison 2019 wird wieder in der Frankfurter Commerzbank-Arena stattfinden. Der Umzug aus dem Friedrich-Ludwig-Jahn-Sportpark ist notwendig, da in diesem umfangreiche Baumaßnahmen erfolgen.

### German Bowl
Hauptartikel: German Bowl
| Name                     | S  | N | T  | B      | P+  | P−  | Dif |
| ------------------------ | -- | - | -- | ------ | --- | --- | --- |
| New Yorker Lions         | 12 | 6 | 18 | 66,7 % | 455 | 362 | +93 |
| Düsseldorf Panther       | 6  | 3 | 9  | 66,7 % | 183 | 144 | +39 |
| Berlin Adler             | 6  | 2 | 8  | 75,0 % | 204 | 166 | +38 |
| Schwäbisch Hall Unicorns | 5  | 6 | 11 | 45,5 % | 276 | 347 | −71 |
| Hamburg Blue Devils      | 4  | 4 | 8  | 50,0 % | 191 | 167 | +24 |
| Ansbach Grizzlies        | 3  | 5 | 8  | 37,5 % | 97  | 130 | −33 |
| Potsdam Royals           | 2  | 1 | 3  | 66,7 % | 88  | 72  | +16 |
| Frankfurter Löwen        | 2  | 1 | 3  | 66,7 % | 41  | 47  | −6  |
| Cologne Crocodiles       | 1  | 5 | 6  | 16,7 % | 155 | 181 | −26 |
| Kiel Baltic Hurricanes   | 1  | 4 | 5  | 20,0 % | 149 | 162 | −13 |
| Dresden Monarchs         | 1  | 2 | 3  | 33,3 % | 83  | 81  | +2  |
| Munich Cowboys           | 1  | 1 | 2  | 50,0 % | 65  | 60  | +5  |
| Red Barons Cologne       | 1  | 1 | 2  | 50,0 % | 48  | 50  | −2  |
| Frankfurt Universe       | 0  | 1 | 1  | 0,0 %  | 19  | 21  | −2  |
| Marburg Mercenaries      | 0  | 1 | 1  | 0,0 %  | 13  | 31  | −18 |
| Stuttgart Scorpions      | 0  | 1 | 1  | 0,0 %  | 6   | 27  | −21 |
| Badener Greifs           | 0  | 1 | 1  | 0,0 %  | 12  | 37  | −25 |

Seit 1979 wird die deutsche Herren-Meisterschaft im American Football ausgetragen. Von 1980 bis 1982 gab es zwei Endspiele, eines zwischen den Siegern der AFV-Liga und eines zwischen den Siegern der AFBD-Liga. Mit dem Zusammenschluss des AFV und des AFBD wurde das Spiel weit populärer, beim ersten Deutschen Super Bowl zwischen den Ansbach Grizzlies und den Cologne Crocodiles im Jahr 1982 kamen 8.000 Zuschauer in das Essener Grugastadion. Bis 1987 stiegen die Zuschauerzahlen auf 17.000, diese stagnierten bis 1994 auf weniger als 8.000 Zuschauer im Hanauer Herbert-Dröse-Stadion. Durch den Einstieg der Hamburg Blue Devils in die GFL und deren Popularität stiegen die Zuschauerzahlen in der Liga und beim German Bowl wieder – bis 1999 konnte jedes Jahr ein Anstieg vermerkt werden. Nach der Rekordmarke von 30.400 Zuschauern im Hamburger Volksparkstadion fielen die Zuschauerzahlen aufgrund des wirtschaftlichen Zusammenbruchs der erfolgreichsten Mannschaften wieder. Häufigster Veranstaltungsort war Berlin mit 9 Austragungen, gefolgt von Frankfurt am Main mit 6 Austragungen und von Hamburg und Braunschweig mit je fünf Austragungen. Bis zur Saison 2010 besteht ein Vertrag zwischen dem American Football Verband Deutschland und der Betreibergesellschaft der Commerzbank-Arena zur Austragung in diesem Stadion.

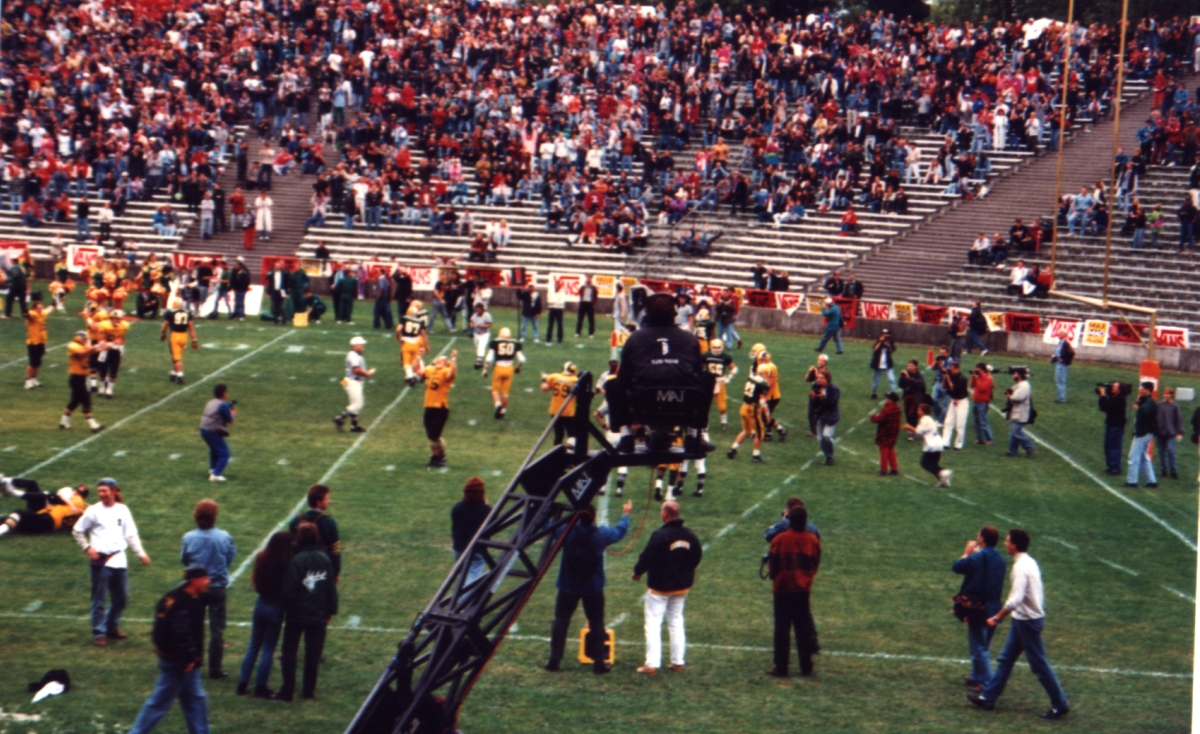
Kurz nach dem Schlusspfiff des German Bowl 1993

In den Endspielen dominieren die Mannschaften aus dem Norden gegenüber den süddeutschen Teams. Bei den dreiundvierzig bisherigen Endspielen gewannen norddeutsche Teams bisher 34 Titel, süddeutsche Teams waren nur neun Mal erfolgreich. Der letzte Süderfolg stammt aus dem Jahr 2022, als die Schwäbisch Hall Unicorns die Potsdam Royals besiegen konnten. Mit einer German-Bowl-Bilanz von 12:6 können die Braunschweig Lions die meisten Siege und die meisten Teilnahmen am Endspiel der German Football League aufweisen. Von 1997 bis 2008 standen diese in jedem German Bowl, 2009 verpassten sie das erste Mal seit 1995 die Play-offs. Erfolgreichster Trainer ist Kent Anderson mit sieben Titeln, fünf mit den Lions, einen mit den Blue Devils und einen mit den Berlin Adlern.

### Junior Bowl
Hauptartikel: Junior Bowl

Logo des Junior Bowls 2009

Der Junior Bowl ist das Endspiel der German Football League Juniors (GFLJ). Das erste Finale der Jugendbundesliga wurde 1982 zwischen den Jugendmannschaften der Düsseldorf Panther und der Cologne Crocodiles ausgetragen. Im Kölner Südstadion setzten sich die Panther vor etwa 500 Zuschauern mit 13:6 durch. Bis einschließlich 1991 standen die Panther insgesamt fünf weitere Male im Junior Bowl und konnten alle gewinnen. Die Cologne Crocodiles konnten einen weiteren und die Berlin Adler die anderen beiden gewinnen. 1992 wurde im Rudolf-Kalweit-Stadion in Hannover ein bis heute ungeschlagener Zuschauerrekord aufgestellt. Über 2.700 Zuschauer sahen beim Spiel zwischen den Berlin Rebels und den Stuttgart Scorpions zu. Die Rebels konnten klar mit 38:6 gewinnen. Bis 2002 gab es keine dominanten Mannschaften mehr. 1993 besiegten die Cologne Crocodiles die Regensburg Royals in Stuttgart, im nächsten Jahr gingen die Berlin Adler gegen die Frankfurt Gamblers vor 1.340 Besuchern in Rüsselsheim als Sieger hervor. Die Darmstadt Diamonds brachten den Düsseldorf Panther 1995 die erste Endspiel-Niederlage. Die Berlin Rebels gewannen darauf folgend gegen die Jugendmannschaft der Munich Cowboys, 1997 siegten die Berlin Adler erneut, diesmal über die Schwäbisch Hall Unicorns. Im Braunschweiger Eintracht-Stadion holten sich die Düsseldorf Panther vor einem Publikum von 1.400 Personen 1998 ihren ersten Jugendtitel seit zehn Jahren, der Endstand gegen die Darmstadt Diamonds war 13:9. Im darauffolgenden Jahr sicherten sich die Hamburg Blue Devils erstmals die Trophäe. Nach einem Sieg der Berlin Rebels 2000 und einem der Darmstadt Diamonds 2001 begann die zweite Ära der Düsseldorf Panther. Von 2002 bis 2008 traten sie unter Cheftrainer Oliver Nitschmann in jedem Junior Bowl auf und haben jeden gewonnen. Die Panther gewannen unter HC Steffen Breuer die Jugendmeisterschaften von 2002 bis 2004. Nach seinem Rücktritt durfte Oliver Nitschmann der Jugendtrainer werden. In diesen sieben Jahren konnte die Bilanz von 318:106 Punkten aufweisen. 2009 wurde diese Serie gebrochen, da die Panther im Halbfinale gegen die Berlin Adler verloren haben. Darauf folgend konnten sich die Adler im Endspiel mit 21:14 gegen die Cologne Falcons durchsetzen. Seit 2006 findet der Junior Bowl im Hockeypark, der Heimspielstätte der Mönchengladbach Mavericks, statt. Im ersten Jahr der Austragung in Mönchengladbach waren knapp 2.000 Zuschauer im Stadion.
Die Teilnehmer des Junior Bowls werden erst seit 2001 aus der GFLJ erspielt, vorher trugen die jeweiligen Landesmeister eine Play-off-Runde aus.

### LadiesBowl
Hauptartikel: Ladiesbowl
Das Endspiel der Damenbundesliga heißt LadiesBowl (auch Ladies Bowl und seltener Ladiesbowl) und wird seit 1992 ausgetragen. Das erste offizielle Finale der Liga, die bereits 1990 gegründet wurde, bestritten die Bamberg Lady Bears und die Mülheim Shamrocks gegeneinander. Erster „Offizieller Deutscher Meister der Damen im American Football“ wurden die Lady Bears mit einem 23:0-Sieg gegen die Shamrocks. Das Spiel wurde in der Bamberger Hauptkampfbahn im Volkspark (heute Fuchs-Park-Stadion) vor 500 Besuchern ausgetragen, was lange Zeit einen Zuschauerrekord für ein Damenfootballspiel in Deutschland darstellte. Lange Zeit war die Damenabteilung der Berlin Adler das dominante Team im deutschen Frauenfootball. Im LadiesBowl XIII feierten sie bereits ihren zehnten Sieg. Nach deren Auflösung im Jahr 2004 wurden die Berlin Kobra Ladies unter dem Sportverein Pro Sport Berlin 24 von einigen alten Spielerinnen der Adler gegründet. Diese konnten sich seit 2007 bis heute mit nur einer Ausnahme 2014 jedes Mal im Endspiel der Damenbundesliga durchsetzen. Mit aktuell zwölf Meistertiteln sind die Kobra Ladies Rekordmeister.

## Struktur
In Deutschland gibt es sieben Spielstufen für Herrenmannschaften. Die höchsten beiden Ligen sind die German Football League (GFL) und die German Football League 2 (GFL2). Darunter folgen die Regionalligen, Oberligen, Verbandsligen, Landesligen und Aufbauligen, die alle durch die jeweiligen Landesverbände organisiert werden. Die unterste Liga, die Aufbauliga, existiert momentan nur in Bayern. Mit 46 Mannschaften spielen in der fünftklassigen Verbands-, beziehungsweise in Hessen und Rheinland-Pfalz in der Landesliga, die meisten Vereine.
Momentan sind etwa 32.000 Spieler und zirka 450 Vereine beim AFVD und den Landesverbänden angemeldet. Damit spielt fast die Hälfte aller europäischen Footballspieler in Deutschland.

### Herren

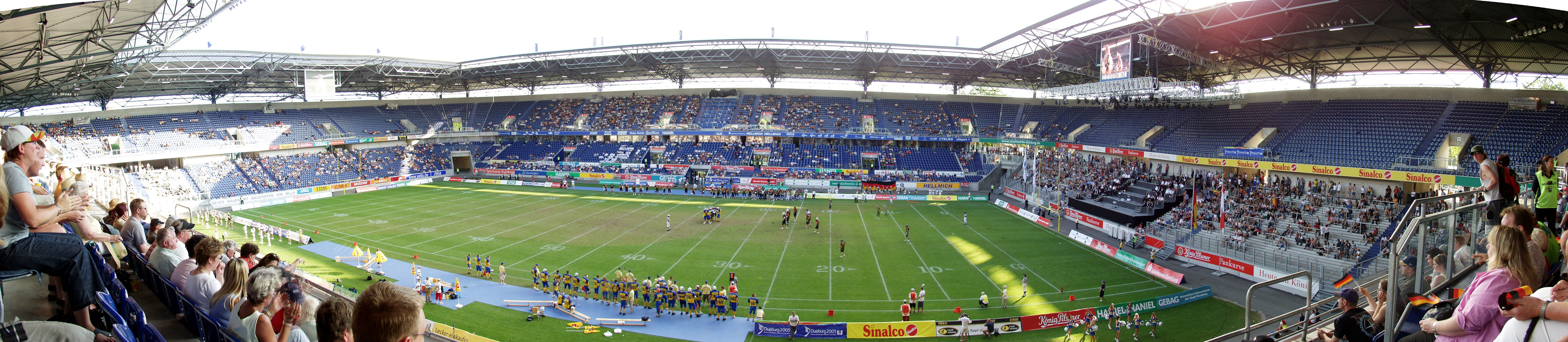
Panorama des Endspiels zwischen Deutschland und Schweden bei den World Games 2005

Hauptartikel: German Football League und German Football League 2

Ligastruktur bis zur Regionalliga

Die German Football League 1 und 2 sind die Bundesligen Deutschlands. Sie werden direkt vom American Football Verband Deutschland organisiert. In der GFL treten zwölf Mannschaften an, wobei es 2009 nur elf waren, da die Hamburg Blue Devils in der Regionalliga starteten. In der GFL2 starten 16 Mannschaften. Beide Ligen sind in Nord- und Südgruppe eingeteilt, in denen gleich viele Mannschaften spielen. In einer Saison mit zwölf teilnehmenden Mannschaften treten das letztplatzierte Team der jeweiligen GFL-Gruppe und das erstplatzierte Team der GFL2-Gruppe in einem Relegationsspiel um ihren Verbleib in der Liga beziehungsweise ihren Aufstieg in Deutschlands höchste Spielklasse gegeneinander an. Bis 2009 traten die Ersten der Regionalliga West und der Regionalliga Nord sowie der Zweite der Regionalliga West und der Erste der Regionalliga Ost im Kampf um die Plätze in der GFL2-Nord gegeneinander an. Dadurch werden zwei Aufsteiger bestimmt. Ab 2010 tragen die Erstplatzierten der drei Ligen ein Turnier um die Aufstiegsplätze aus. Jeder Verein, der in der GFL oder GFL2 spielt, muss über gewisse finanzielle Grundlagen verfügen sowie ein eigenes Jugendprogramm unterhalten. In seltenen und gut begründeten Fällen werden Ausnahmegenehmigungen erteilt.
Unterhalb der GFL und GFL2 werden die Ligen von den jeweiligen Landesverbänden organisiert. Je nach Verband gibt es drei bis fünf weitere Ligastufen, Bayern hat mit der Aufbauliga, der Landesliga, der Verbandsliga, der Bayernliga und zwei Regionalligen die meisten Ligen, darauf folgen Baden-Württemberg und Nordrhein-Westfalen mit Landes-, Verbands-, Ober- und Regionalligen. Der Auf- und Abstiegsmodus innerhalb dieser Ligen wird vom Landesverband festgelegt, meist steigt ein Verein auf und einer ab, Relegationsrunden werden in keinem Bundesland durchgeführt.

### Frauen
Hauptartikel: Frauenfootball in Deutschland

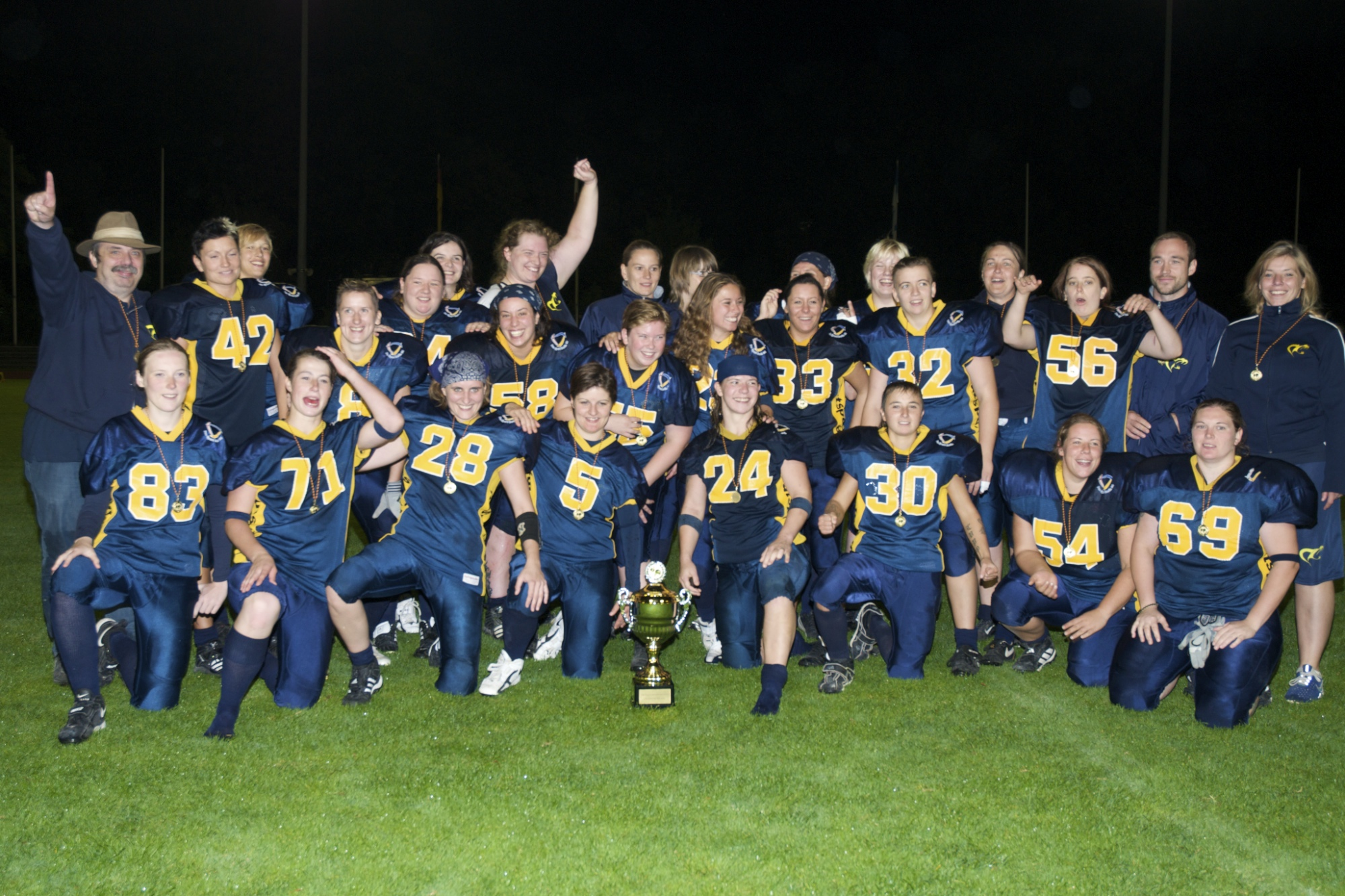
Mannschaft der Berlin Kobra Ladies beim LadiesBowl 2009

Bereits 1990 gab es die erste Frauenfootballliga in Deutschland, damals nahmen sechs Mannschaften, vorwiegend aus West- und Norddeutschland, teil. Im Laufe der Jahre stieg die Zahl der Frauenmannschaften in Deutschland und die Damenbundesliga musste expandieren. Seit dem Jahr 2007 müssen alle zehn Vereine wie in der Herren-Bundesliga diverse finanzielle Grundlagen aufweisen, um am Spielbetrieb teilnehmen zu dürfen. Als Vorbereitung für eine 2. Bundesliga wurde 2008 eine Aufbauliga mit vier Mannschaften ins Leben gerufen. 2009 wurde diese in eine richtige, vom AFVD organisierte, Bundesliga mit zwei Gruppen umformiert. Seitdem nehmen insgesamt 16 Mannschaften am Spielbetrieb des American Football Verbands Deutschland teil. Da die Teams meist lange Wege von mehreren 1.000 Kilometern pro Saison fahren müssen, haben größtenteils nur Vereine mit höherklassigen Herrenmannschaften und somit fundierteren Finanzgrundlagen eine Frauenabteilung.
Teilnahmeberechtigt für die beiden Bundesligen sind Frauen ab einem Alter von 16 Jahren, darunter können sie in den B- und C-Tackle-Jugendmannschaften der Vereine sowie in Flag-Football-Abteilungen spielen. Bis zur Einführung der B- und C-Tackle-Jugend im Jahr 2009 durften Frauen unter 16 und über 14 nicht am Spielbetrieb irgendeiner Mannschaft teilnehmen, da die Bundesspielordnung des Verbandes gemischten Spielbetrieb in Vollkontakt-Mannschaften verbot.

### Jugend
Hauptartikel: German Football League Juniors
Jugendfootball ist in Deutschland in drei Gruppen unterteilt. In der A-Jugend spielen Jugendliche von 16 bis 19 Jahren, in der B-Jugend von 14 bis 16 Jahren und in der C-Jugend von 10- bis 13-Jährige. A-Jugend-Football wird je nach Bundesland in einem bis zu fünfstufigen Ligasystem gespielt. Die höchste Liga ist die German Football League Juniors (GFLJ), die vom AFVD organisiert wird und Mannschaften aus ganz Deutschland beinhaltet. Jedes Jahr findet ein Jugendländerturnier der Landesverbände statt, bei denen diese einen Auswahlkader aus 100 Spielern gegeneinander antreten lassen. Aus diesen Spielern selektiert der American Football Verband Deutschland die Nationalmannschaft. Bis 2008 fand das Turnier in Berlin statt, aufgrund von Platzproblemen wurde es 2009 in Hamm ausgetragen. 2019 waren die Oldenburg Outlaws Austräger.

### Universitäten

Logo des Hochschulbowls 2009

Seit 1988 gibt es in Deutschland American-Football-Teams an einigen Universitäten. Das erste Turnier, Hochschulbowl genannt, konnten die Passau Red Wolves im Endspiel am 30. Juni 1990 gegen die Konstanz Falken für sich entscheiden. 1991, 1992 und 1993 gewannen die Red Wolves erneut und wurden dadurch, zusammen mit den Düsseldorf Guerrilleros von der Heinrich-Heine-Universität, die jeden Hochschulbowl von 2000 bis 2003 und 2005 mit nach Hause nehmen konnten, die erfolgreichste Universitätsmannschaft in Deutschland.
2006 wurde der Hochschulbowl in UniBowl umbenannt und bezeichnet das alljährliche Abschlussturnier zwischen deutschen Universitäten. 2009 erhielt das Turnier wieder seinen ursprünglichen Namen. Sechs Universitäten nahmen teil. Die Karlsruhe Engineers vom Karlsruher Institut für Technologie gewannen den Hochschulbowl XX in Hamburg. Viele weitere deutsche Universitäten haben eine eigene American-Football-Mannschaft, ohne an solchen Turnieren teilzunehmen. Die Gründe dafür sind meist die hohen Reisekosten und der benötigte große Kader.
Seit 1998 gibt es eine Art Nationalmannschaft. Die Vorbereitungen dafür liefen seit 1994. Die Mannschaft besteht zu zwei Dritteln aus Spielern der Heinrich-Heine-Universität Düsseldorf, der Universität Karlsruhe, der Universität Paderborn und der Johannes Gutenberg-Universität Mainz und zu einem Drittel aus Spielern anderer Universitäten. Im Jahr 2000 nahmen die GERmaniacs zum ersten Mal am European College Bowl, einem Turnier zwischen europäischen Hochschulauswahlmannschaften in Leicester, England teil. Trotz der im Vergleich zu den anderen Mannschaften langen Vorbereitungszeit von mehreren Monaten schieden sie schon früh aus. 2002 wurde die Mannschaft neu formiert. Das erste Spiel fand am 26. Oktober 2002 gegen die A-Jugendauswahl der Niederlande statt. Die Mannschaft unter Cheftrainer Charris Tzellos von der Universität Mannheim verlor das Spiel knapp mit 18:19.

### Ausländische Spieler
Viele Vereine nutzen die Möglichkeit, bis zu acht Spieler aus den Vereinigten Staaten zu „importieren“. Da diese nach der Bundesspielordnung und meist fehlender Arbeitsgenehmigung nicht besoldet werden dürfen, stellt der Verein dem Spieler eine Wohnung, Essen, die Mitgliedsgebühr für ein Fitnessstudio und oft ein Auto. In manchen Fällen, vor allem wenn die Spieler schon länger in Deutschland spielen, bekommen sie einen Arbeitsvertrag bei einem der Mannschaftssponsoren, um dort neben dem Training zu arbeiten. Die meisten Spieler sind Absolventen von kleineren Colleges aus den USA, seltener kommen ehemalige Profispieler wie James Taylor, der Cornerback bei den Green Bay Packers und den New York Jets war und seit 2008 bei den Weinheim Longhorns spielt, nach Deutschland. Diese Spieler sind aufgrund der längeren Erfahrung als die meisten deutschen Spieler meist Leistungsträger des Teams, deswegen werden hauptsächlich die Schlüsselpositionen wie die des Quarterbacks, Wide Receivers, Runningbacks oder Linebackers mit ausländischen Spielern besetzt. Viele Mannschaften haben zwei US-amerikanische Runningbacks, einen Linebacker und einen Safety.
Ein Großteil der US-Amerikaner, die nach Deutschland kommen, wollen den deutschen Football als eine Art „Sprungbrett“ für eine Profikarriere in Kanada oder den Vereinigten Staaten benutzen. Dies schaffen nur sehr wenige Spieler, wie beispielsweise Mike Renaud, der Quarterback bei den Mönchengladbach Mavericks war und 2008 von den Calgary Stampeders aus der Canadian Football League (CFL) als Punter verpflichtet wurde. Einige andere Spieler sind sich dem Ende ihrer professionellen Karriere bewusst und kommen nur für Auslandserfahrungen nach Deutschland.

### Stadien und Zuschauerzahlen
| Verein                   | Schnitt | Liga |
| ------------------------ | ------- | ---- |
| Rhein Fire               | 9.814   | ELF  |
| Hamburg Sea Devils       | 8.164   | ELF  |
| Frankfurt Galaxy         | 6.437   | ELF  |
| Munich Ravens            | 5.009   | ELF  |
| Berlin Thunder           | 4.566   | ELF  |
| Stuttgart Surge          | 3.945   | ELF  |
| Dresden Monarchs         | 3.923   | GFL  |
| Cologne Centurions       | 2.773   | ELF  |
| New Yorker Lions         | 2.446   | GFL  |
| Rostock Griffins         | 2.408   | GFL2 |
| Leipzig Kings            | 2.357   | ELF  |
| Schwäbisch Hall Unicorns | 2.048   | GFL  |
| Potsdam Royals           | 2.044   | GFL  |
| Stand: Saison 2023       |         |      |

Die meisten deutschen Footballmannschaften spielen auf den Sportanlagen der ansässigen Sportvereine. Einige Teams, vor allem in größeren Städten, nutzen die Stadien der größeren Fußballvereine. Für Stadien, in denen die im AFVD organisierten Ligen spielen, sind mindestens 10.000 Zuschauerplätze und eine sehr starke Flutlichtanlage vorgeschrieben. Solche Stadien kosten meist mehrere 1.000 Euro pro Spiel und stellen für die meisten Vereine den größten Kostenfaktor dar.

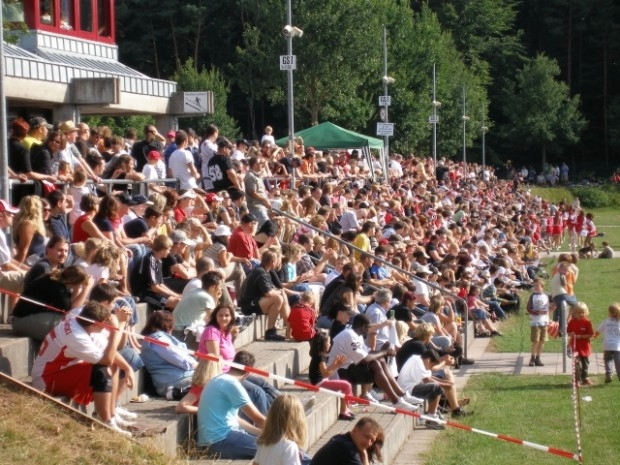
1.600 Zuschauer beim Regionalligaspiel der Kaiserslautern Pikes

Die meisten Zuschauer zieht es regelmäßig in Schleswig-Holstein und Hamburg in die Stadien. Mit den Baltic Hurricanes hat Kiel einen der erfolgreichsten Footballvereine Deutschlands. Darüber hinaus gibt die Mannschaft einige Freikarten für Stehplätze aus und bietet dazu noch ein Rahmenprogramm mit Gästen wie Sonya Kraus oder dem Kieler Oberbürgermeister, die den Münzwurf ausführen. Außerdem spielen die Hurricanes im Holstein-Stadion und können somit auf einen Zuschauerschnitt von bis zu 6.000 Zuschauern pro Spiel zählen. Ein weiterer Zuschauermagnet sind die Hamburg Blue Devils, die bis 2008 in der GFL gespielt haben und im Durchschnitt immer etwa 1.000 Besucher anziehen. Die Braunschweig Lions konnten bisher die meisten German-Bowl-Siege für sich verbuchen. Sie spielen im Eintracht-Stadion vor durchschnittlich knapp 5.000 Zuschauern, wobei die Zuschauerzahlen seit dem Jahre 2000, in dem der Zuschauerschnitt der Lions bei mehr als 11.000 lag, sinken.
Weitere Hochburgen des American Football sind das Rhein-Main-Gebiet und die Metropolregion Rhein-Ruhr. Dort spielten die NFL-Europe-Teams Rhein Fire, Cologne Centurions sowie die Frankfurt Galaxy, die dafür sorgten, dass der Football erfolgreich wurde. Die meisten Footballvereine in Deutschland befinden sich in Nordrhein-Westfalen und in Hessen. Nur wenige Mannschaften ziehen mehr als 1.000 Zuschauern pro Spiel an, meistens bei Derbys, bei Spielen zwischen Erstplatzierten der Liga, oder bei sehr bekannten Vereinen.

## Fernsehen und Internet

### AFVD/GFL

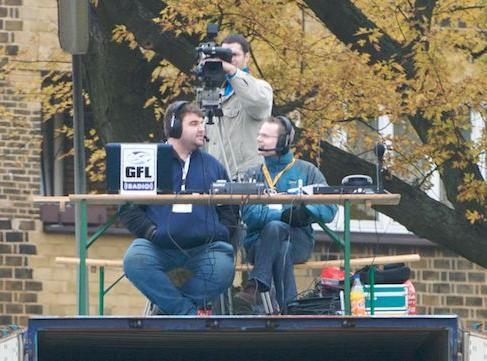
Das GFL-Radio- und GFL-TV-Team bei einem Spiel zwischen den Hamburg Blue Devils und den Mönchengladbach Mavericks

Seit 2004 wird der German Bowl, das Endspiel der German Football League, live im deutschen Fernsehen gesendet, von 2004 bis 2007 von rheinmaintv und easy.TV. Der German Bowl XXX wurde 2008 erstmals vom Deutschen Sportfernsehen (DSF) übertragen. Die Einschaltquote betrug durchschnittlich 180.000 Zuschauer, ARD und ZDF sendeten Zusammenfassungen. Das DSF wurde Haupt-Fernsehpartner des AFVD und arbeitete mit der AFVD-eigenen Produktionsfirma German Football Fernsehen (GFF). Das vom GFF produzierte GFL-Magazin „Kick off – Das GFL Magazin“ wurde 2002 und 2003 wöchentlich im DSF ausgestrahlt wurde. Von 2004 bis 2006 wurde das Magazin von rheinmaintv und easy.TV übertragen. Das Format beinhaltete eine Zusammenfassung des Spieltags, Interviews mit Spielern sowie Traineranalysen. Außerdem berichtete das Magazin über die Spiele der deutschen Herren-Nationalmannschaft.
Ab 2009 produzierte GFF jeden Spieltag das Magazin GFL-TV, in dem in kurzen Spielberichten mit über den vergangenen Spieltag in der GFL berichtet wurde. Das Magazin wurde unter anderem über YouTube verbreitet. Der Kanal wurde sukzessive auch um Livespiele per Stream erweitert, die von einzelnen Vereinen produziert wurden. Den German Bowl übertrugen von 2011 bis 2017 Eurosport bzw. Eurosport 2 live, ab 2018 übernahm wieder das ehemalige DSF, nun Sport 1 die Übertragung.
Seit 2017 hatte die German Football Partners GmbH von der KEK die Zulassung für GFL TV als Spartenprogramm. Die German Football Partners gehörte zu 50,7 % dem damaligen AFVD-Präsidenten Robert Huber, zum Rest der GFF. Für die Saison 2020 war die Ausstrahlung aller GFL-Spiele per Livestream geplant und die Übertragung von 16 Spielen auf Sport1 vereinbart. Die Saison entfiel jedoch wegen der Covid19-Pandemie, die GFF wurde Ende 2020 liquidiert.
Seit 2023 werden alle Spiele der GFL kostenpflichtig auf Sportdeutschland.tv übertragen. Dazu produziert die GFL einen Live-Talk und einen GFL-Podcast.
Nick Alfieri, Spieler der Schwäbisch Hall Unicorns, produzierte ab 2016 an einem Dokumentarfilm über die Unicorns, der im August 2022 veröffentlicht wurde.

### ELF
Die European League of Football produziert die Fernsehbilder aller Spiele selbst. Alle Spiele werden mindestens als Stream zur Verfügung gestellt. Seit der Saison 2023 geschieht die Produktion größtenteils cloudbasiert. Die Sports Video Group (SVG) zeichnete bei den jährlichen Sports Broadcasting Achievements die cloudbasierte TV-Produktion der Liga als „ground-breaking“ aus.
Seit der ersten Saison wurde wöchentlich in Deutschland ein Spiel live bei ProSieben Maxx gezeigt, ein weiteres per Stream auf ran.de. Der Vertrag mit der ProSiebenSat.1-Gruppe wurde im Januar 2023 bis Ende 2026 verlängert. In der Saison 2023 übertrug der Sender jeden Sonntag zwei Spiele, Das Finale wurde erstmals auf dem Hauptsender ProSieben gesendet. Über den Bezahldienst Joyn+ wurden ab 2023 alle Spiele verbreitet.
Weitere Spiele werden von More Than Sports TV übertragen, der Sender zeigt zudem Spiele in Wiederholung, auch in der Offseason. Daneben bestand mit European League of Football TV ein eigener Fernsehsender, der komplette Spiele in Wiederholung, Interviews sowie die European League of Football Show zeigt. Der Sender war über Zattoo empfangbar, 2021 wurde er auch über Samsung TV Plus verbreitet. Einzelne Spiele werden in Zusammenarbeit mit lokalen Partnern wie z. B. der Rheinischen Post kostenlos gestreamt.
Über den kostenpflichtigen ELF Game Pass stellt die Liga alle Spiele live und zeitversetzt zur Verfügung. Seit Anfang Dezember 2023 ist neben den Livespielen auch exklusiver Content wie die eigene Dokumentarserie Beyond the Huddle verfüggbar. Der Game Pass ist seit 2023 auch über die YouTube Primetime Channels verfügbar.
Bereits in der ersten Saison wurde eine European League of Football Show produziert. Daneben gab es mehrere Versionen des ELF Podcasts und Youtube-Formate wie ELF Insights. Seit End 2023 wird wöchentlich die Show ELF Live über Twitch und Youtube ausgestrahlt. Moderatoren sind die ehemaligen Spieler Silas Nacita und Nick Alfieri.
Die Liga produzierte 2021 und 2022 in zwei Staffeln die Comedy-Serie Food-Balls mit Kasim Edebali in der Hauptrolle, der zu dieser Zeit auch für die Hamburg Sea Devils spielte. Die Serie ist über YouTube, ran.de und More Than Sports TV zu sehen. Über die ELF und deren Teams entstanden mehrere Dokumentationen, unter anderem Come Back Stronger auf Joyn über die Stuttgart Surge 2022 und die vom SWR produzierte Serie Touchdown – Kampf um die Playoffs über die Saison 2023 der Stuttgart Surge.

### NFL
Seit 1988 hat der Super Bowl einen Live-Sendeplatz im deutschen Fernsehen. Tele 5 übertrug die Veranstaltungen von 1988 bis 1992. 1990 und 1991 produzierte man eine zweistündige Vorberichterstattung. Einen weiteren Sendeplatz hatte der Super Bowl 1990 im Sportkanal. 1993 bis 1998 übertrug das DSF im Free-TV.
Von 1992 bis 2003 strahlte Premiere (heute Sky Deutschland) den Super Bowl erstmals verschlüsselt im Pay-TV, 2004 und 2005 dann unverschlüsselt im Free-TV aus. 1999 bis 2003 übernahm Sat.1 die Free-TV-Ausstrahlung.
2006 bis 2011 wurden die Championship Games und der Super Bowl von der ARD übertragen. Die Einschaltquoten lagen jeweils zwischen 10 und 30 % bei 300.000 bis 600.000 Zuschauern. Fans kritisierten oft den Boulevard-Stil mit Prominenten wie Franziska van Almsick oder Boris Becker als Co-Kommentatoren bei Super-Bowl-Übertragungen.
Seit 2012 sendet Sat.1 wieder live den Super Bowl. Seit der Saison 2015/16 werden auf dem Privatsender ProSieben MAXX jeden Sonntag jeweils zwei Spiele, die London Games sowie die Thanksgiving-Spiele im Free-TV übertragen. Die Playoffs wurden sowohl auf ProSieben MAXX als auch auf Sat.1 übertragen. Die Einschaltquoten lagen im Schnitt bei ca. 350.000 Zuschauern.
Seit der Saison 2023 hat die RTL-Gruppe die Senderechte für den deutschsprachigen Raum. Die Gruppe überträgt zwei Spiele Sonntags auf dem Hauptsender RTL, dazu kommt ein weiteres Parallelspiel auf dem kostenpflichtigen Streaming-Angebot RTL+. Playoffs sowie die London und Germany Games werden ebenfalls übertragen.
Weitere Spiele konnten von 2006 bis 2016 auf den Bezahlsendern NASN, ESPN America, Sport1 US und Sport1+ empfangen werden. Sport1 US sendete zuletzt in der Saison 2015/16 alle Donnerstagsspiele, das Sunday Night Game und das Monday Night Game. Seit der Saison 2016/17 werden ca. drei Spiele pro Spieltag der Regular Season, sonntags die Konferenz NFL RedZone, alle Playoff-Spiele und der Super Bowl beim kostenpflichtigen Internetanbieter DAZN übertragen.
| Jahr      | Free TV           | Pay TV     | Pay-TV (englisch) |
| --------- | ----------------- | ---------- | ----------------- |
| 1988–1989 | Tele 5            |            |                   |
| 1990      | Tele 5/Sportkanal |            |                   |
| 1991      | Tele 5            |            |                   |
| 1992      | Tele 5            | Premiere   |                   |
| 1993–1998 | DSF               | Premiere   |                   |
| 1999–2003 | Sat. 1            | Premiere   |                   |
| 2004–2005 | Premiere          |            |                   |
| 2006–2008 | ARD               |            | NASN              |
| 2009–2010 | ARD               |            | ESPN America      |
| 2011      | ARD               | Sport 1+   | ESPN America      |
| 2012–2013 | Sat. 1            |            |                   |
| 2014–2015 | Sat. 1            | Sport 1 US |                   |
| 2016      | Sat. 1            |            |                   |
| 2017      | Sat. 1            | DAZN       |                   |
| 2018–2023 | ProSieben         | DAZN       |                   |
| 2024–2028 | RTL               | DAZN       |                   |

#### NFL Europe
Das Endspiel der NFL Europe, beziehungsweise NFL Europa, wurde von 1995 bis zur Auflösung der Liga im Jahr 2007 live übertragen. Das Endspiel der World League of American Football, Vorgängerin der NFL Europe, wurde 1993 vom Sportkanal ausgestrahlt. Von 1996 bis 1999 sendete das Deutsche Sportfernsehen, danach Premiere bis 2005 digital und unverschlüsselt. 2006 war der World Bowl nicht im deutschsprachigen Free-TV zu sehen. 2007 folgte eine letzte Live-Übertragung des DSF. NASN (heute ESPN America) hat die meisten World Bowls ebenfalls mit englischen Kommentaren gesendet. 2007 strahlte das DSF wöchentlich eine Zusammenfassung der Spiele des zurückliegenden Wochenendes aus.
Die Übertragung des World Bowls zog regelmäßig mehr Fernsehzuschauer als der Super Bowl an, so sahen 1999 durchschnittlich über eine Million Zuschauer das Endspiel zwischen der Frankfurt Galaxy und den Barcelona Dragons. Die Zusammenfassung der ARD zum World Bowl 2007 wurden von etwa 600.000 Zusehern verfolgt.

## Printmedien
Die wöchentlich erscheinende Sportzeitschrift „Huddle“, die über die Spiele der German Football League, die National Football League und über den College Football in den Vereinigten Staaten berichtet, ist die einzige Footballzeitschrift in Deutschland. Mit einer wöchentlichen Auflagenstärke von etwa 17.000 Stück und 3.000 Abonnenten erreicht der Huddle rein statistisch etwa jedes zweite Footballvereinsmitglied in Deutschland.
Über die meisten Spiele von Footballvereinen wird in den regionalen Tageszeitungen am Tag nach dem Spiel berichtet, oft nur als kleine Notiz im Sportteil.

## Deutscher Football im internationalen Vergleich

### Nationalmannschaften
Alle deutschen Football-Nationalmannschaften, das heißt die Herrenmannschaft seit 1982, die Jugendnationalmannschaft seit 1993 sowie die Damenauswahl seit 2009, werden vom AFVD organisiert. Erstmals von 2000 bis 2005 und wieder seit 2011 gibt es eine deutsche Flag-Football-Deutschlandauswahl. Im Zeitraum dazwischen wurde Deutschland aufgrund mangelnden Interesses und unzureichender Förderung bei internationalen Wettbewerben durch die SG Kelkheim Lizzards vertreten.

#### Herren
Hauptartikel: Deutsche American-Football-Nationalmannschaft
Bereits zwei Jahre nach Aufnahme des ersten organisierten Spielbetriebs in Deutschland wurde die Herren-Nationalmannschaft gegründet. Das erste Spiel bestritten die Deutschen gegen das italienische Nationalteam und gewannen in Italien mit 12:6. Das Rückspiel verlor die neugegründete deutsche Mannschaft in Köln deutlich. Im Jahr 1983 fand die erste Europameisterschaft mit fünf Nationen statt. Deutschland belegte vor Frankreich und Österreich den dritten Platz. Zwei Jahre später war Deutschland wieder Dritter. Sieger wurde Finnland. 1987 gewannen die Deutschen die Silbermedaille nach einer Niederlage im Finale gegen die italienische Mannschaft von 24:22. Nach der Europameisterschaft in Deutschland 1989 nahm die Finanzkraft des Verbandes ab. Das hatte zur Folge, dass die Mannschaft 1991 nicht an der EM teilnehmen konnte. Nach einem weiteren dritten Platz strich der AFVD der Nationalmannschaft aufgrund weiter zunehmender Finanzprobleme alle Mittel. Steigende Popularität und eine beginnende Professionalisierung des Footballsports in Deutschland führte zur Neugründung der Auswahlmannschaft im Jahr 1998. Aufgrund der finanziellen Schwierigkeiten des schwedischen Verbandes, der die Meisterschaft 1999 austragen sollte, wurde die EM 2000 nach Deutschland verlegt. Unter dem ehemaligen NFL-Trainer John Ralston kam die deutsche Nationalmannschaft im Jahr 2000 auf den zweiten Platz. Ein Jahr darauf gewannen die Deutschen ihren ersten Europameisterschaftstitel in Hanau vor mehreren 1.000 Zuschauern. 2005 gelang der Mannschaft ein zweiter Platz hinter Schweden. Bei der American-Football-Weltmeisterschaft kam die deutsche Mannschaft in den Jahren 2003 und 2007 auf den dritten Platz. Der bisher größte Erfolg neben dem Sieg bei der Europameisterschaft war die Goldmedaille bei den World Games 2005 in Duisburg. Die deutsche Mannschaft siegte vor etwa 20.000 Zuschauern gegen Schweden. Ab 2010 spielt die Mannschaft im Rahmen des German Japan Bowl testweise gegen die japanische Nationalmannschaft. 2014 gelang es, den Europameistertitel im Finale gegen Österreich in double Overtime zu verteidigen. Zum MVP wurde Quarterback Marco Ehrenfried, der auch in Schwäbisch Hall als erster Quarterback aufläuft. Als 2017 bei den World Games in Polen erneut American Football als Einladungssportart vertreten war, konnte Deutschland die Silbermedaille gewinnen. Bemerkenswert ist hierbei, dass im Halbfinale die US-amerikanische Mannschaft besiegt werden konnte, was deren erste Niederlage gegen ein Team außerhalb des amerikanischen Kontinents bedeutete.
Aufgrund der Streitigkeiten zwischen dem AFVD und dem Weltverband IFAF war die Nationalmannschaft von 2018 bis 2023 inaktiv.
Die Spieler der Nationalmannschaft werden teilweise per direkter Sichtung durch Scouts des AFVD oder durch sogenannte Try-Outs rekrutiert. Die meisten Akteure stammen aus Mannschaften der GFL und aus der ELF. Im aktuellen Kader 2023 gehören lediglich zwei GFL2-Spieler zum Kader.

#### Frauen
Zur Teilnahme an der ersten Frauenweltmeisterschaft 2010, stellte der AFVD ab 2009 eine Frauen-Nationalmannschaft zusammen. Bei dieser Weltmeisterschaft erreichte die deutsche Mannschaft den vierten Platz bei sechs Mannschaften. Diese Platzierung konnte 2013 verteidigt werden. 2017 nahm Deutschland nicht an der Weltmeisterschaft teil. Bei der Weltmeisterschaft 2022 landete die deutsche Frauennationalmannschaft auf Platz sechs bei acht Teilnehmern.
An Europameisterschaften wurde erstmals 2015 teilgenommen, wobei der dritte Platz erreicht werden konnte.

#### Jugend
Die Jugendnationalmannschaft geht auf das Jahr 1993 zurück, als der AFVD mit Hilfe von McDonald’s eine süddeutsche und eine norddeutsche Auswahl für ein Aufeinandertreffen beim American Bowl in Berlin organisierte. Daraus wurden die besten Spieler für eine gesamtdeutsche Mannschaft ausgesucht. Dieser Modus wird mit kleinen Abweichungen heute noch angewendet. Die Landesverbände bilden Auswahlen für jedes Bundesland und bei einem sogenannten „Jugendländerturnier“ sichtet der American Football Verband Deutschland die besten Spieler und lädt diese zu einem weiteren Sichtungstermin ein. Auf europäischer Ebene zählt die deutsche Mannschaft durch drei Siege in der Europameisterschaft (1998, 2000 und 2008) als eine der Besten. Finanziell wird die Mannschaft komplett vom AFVD getragen, der bisher mehrere 100.000 € investierte, da die Jugendnationalmannschaft nicht von Deutschland subventioniert wird.
Bei der ersten Junioren-Weltmeisterschaft, die 2009 in Canton ausgetragen wurde, erreichte das Team den fünften Platz und war damit bester europäischer Teilnehmer. Lediglich die Mannschaft Kanadas, Mexikos, Japans und der Vereinigten Staaten, alles Länder, in denen American Football professionell betrieben wird, konnten sich vor Deutschland platzieren. Bei der Weltmeisterschaft 2014 in Kuwait erreicht die Junioren-Nationalmannschaft ohne gewonnene Spiele nur den vorletzten Platz vor den punktlosen Gastgebern. 2016 war Deutschland zwar für die Weltmeisterschaft qualifiziert, aufgrund der Streitigkeiten innerhalb der IFAF wurde allerdings nicht teilgenommen.
Die seit 1992 stattfindenden Europameisterschaften konnte die Junioren-Nationalmannschaft bereits drei Mal in den Jahren 1998, 2000 und 2008 gewinnen. Dazu kommen fünf Vizemeistertitel und drei dritte Plätze. In sechs Jahren fand die Europameisterschaft zudem in Deutschland statt.

#### Flag Football
Die Herren Flag-Football-Nationalmannschaft wurde im Jahr 2000 ins Leben gerufen und nimmt seitdem regelmäßig an internationalen Turnieren teil. Zwischen 2005 und 2011 wurde keine Auswahlmannschaft aufgestellt, stattdessen wurden die Kelkheim Lizzards vom AFVD als Nationalmannschaft nominiert. Nachdem die Herren-Auswahl 2002 und 2004 den Vize-Weltmeistertitel und 2003 und 2007 den Vize-Europameistertitel gewonnen hatte, konnte vorerst nicht weiter an den Erfolg angeknüpft werden. 2023 holte sich die Mannschaft den Europameistertitel.
Die Damen-Nationalmannschaft besteht seit 2009 und erreichte 2011 und 2015 den dritten Platz bei den Europameisterschaften. Bisheriger Höhepunkt waren die Vize-Europameistertitel 2017 und 2023.

### Europa
Deutschland gilt als Vorreiter des American Footballs außerhalb der Vereinigten Staaten und dominiert mit Österreich den europäischen Football. In der Euro Top 20, einer Liste, die der europäische Verband nach Leistungen in offiziellen europäischen Spielen erstellt, sind mit den Braunschweig Lions auf Platz 15 und den Berlin Adler auf Platz 7 zwei deutsche Mannschaften vertreten.
Die European Football League (EFL) ist eine vom Europaverband European Federation of American Football organisierte europäische Liga, in der die Landesmeister gegeneinander antreten. 11 deutsche Mannschaften nahmen bisher an der EFL teil. Im Endspiel, dem sogenannten Eurobowl, waren bisher neunmal deutsche Mannschaften vertreten. 1999 gab es ein deutsches Finale zwischen den Hamburg Blue Devils und den Braunschweig Lions. Im Eurobowl IX konnten die Düsseldorf Panther als erstes deutsches Team den Eurobowl für sich entscheiden. Das erfolgreichste deutsche Team sind die Blue Devils, die von 1996 bis einschließlich 2000 in jedem EFL-Finale standen und dreimal gewinnen konnten. Die letzten beiden deutschen Siege konnten die Lions in Eurobowl XIII gegen die Hamburg Blue Devils und in Eurobowl XVII gegen die Chrysler Vienna Vikings (heute Raiffeisen Vikings Vienna) erzielen. Deutschland war 1991 sowie von 1994 bis 2003, außer im Jahr 2001 Ausrichter des europäischen Endspiels. Einmal wurde das Spiel im Offenbacher Stadion am Bieberer Berg, viermal im Stuttgarter Gottlieb-Daimler-Stadion, dreimal im Hamburger Millerntor-Stadion und zweimal im Eintracht-Stadion in Braunschweig ausgetragen. 2014 wurde die EFL von der Big6 European Football League abgelöst, dessen Austragung aufgrund zu geringer Anmeldungen von Teams 2019 beendet wurde. In diesem Jahr meldeten sich nur noch zwei Teams für die Liga, die direkt im Eurobowl XXXIII antraten. Die Potsdam Royals gewannen diesen mit 62:12 gegen die Amsterdam Crusaders.
Eine Art kleinere EFL war der EFAF Cup, bei dem niederrangigere Mannschaften der ersten Spielklassen gegeneinander antraten. Der EFAF-Cup fand von 2002 bis 2013 statt. Seitdem haben sechs deutsche Mannschaften teilgenommen. Die Berlin Adler konnten das Turnier 2008 und die Marburg Mercenaries 2005 gewinnen. Die New Yorker Lions verpassten 2012 mit einem zweiten Gruppenplatz den Einzug in die Play-offs.
Außerdem nehmen seit 2021 die Schwäbisch Hall Unicorns regelmäßig an der Central European Football League teil, die bereits seit 2006 existiert. In ihrer Debütsaison konnten die Unicorns den CEFL-Bowl gewinnen und den Titel im Folgejahr verteidigen.
Im Jahr 2021 startete die European League of Football (ELF) mit dem deutschen Football-Trainer und ehemaligen -Spieler Patrick Esume als Commissioner in ihre erste Saison. Zur Zeit nehmen sieben deutsche Mannschaften an der ELF teil. Die Frankfurt Galaxy gewann in der ersten Saison die Championship und die Hamburg Sea Devils erreichten zwei Mal in Folge den zweiten Platz.

### Deutsche Spieler in der NFL
Gedraftet
Der erste Spieler, der den Footballsport in Deutschland erlernt hat und von einem National-Football-League-Team gedraftet wurde, ist Sebastian Vollmer. Er spielte zuerst in der Jugendmannschaft der Düsseldorf Panther in der German Football League Juniors und in der deutschen Jugendnationalmannschaft. Bei den NFL Global Junior Championships, einem Turnier zwischen einer Jugend-Europaauswahl gegen Nationalmannschaften aus den Vereinigten Staaten, Kanada und Japan sowie gegen eine Auswahlmannschaft aus Mexiko wurde er von den Scouts verschiedener Colleges gesichtet und entschied sich für ein Footballstipendium an der University of Houston. 2009 wurde er in der zweiten Runde an insgesamt 58. Stelle von den New England Patriots ausgewählt. Vor Vollmer wurde schon Tom Nütten von einem NFL-Team im Draft ausgewählt. Dieser wurde in den Vereinigten Staaten geboren und verbrachte lediglich einige Jahre seiner Kindheit bei seiner deutschen Mutter in Oelde. Er wurde 1995 in der siebten Runde von den Buffalo Bills gezogen und bestritt sein erstes NFL-Spiel 1998 bei den St. Louis Rams. Weitere deutsche Spieler, die Vollmer in die NFL nachfolgten, sind Markus Kuhn, Björn Werner, Kasim Edebali und Mark Nzeocha. Im NFL Draft 2016 wurde Moritz Böhringer in der sechsten Runde an 180. Stelle von den Minnesota Vikings ausgewählt. Er wurde damit der erste Spieler, der ohne ein College besucht zu haben, direkt aus Europa in die NFL gedraftet wurde. Nachdem 2018 Equanimeous St. Brown und 2021 Amon-Ra St. Brown gedraftet wurden, standen erstmals zwei Brüder bei NFL-Teams unter Vertrag, die neben der US-amerikanischen auch die deutsche Staatsbürgerschaft besitzen.
Nicht gedraftet
Außerdem gab es deutsche Spieler in der National Football League, die nicht gedraftet wurden. Der Defensive End Constantin Ritzmann, der dreimal zum wertvollsten Spieler der NFL Global Junior Championships gewählt worden war, unterschrieb 2004 nach seinem College-Abschluss an der University of Tennessee einen Vertrag bei den Buffalo Bills. Er verletzte sich jedoch schwer und wechselte 2005 zu den Atlanta Falcons. Ritzmann bestritt ein Spiel als erster deutscher Nicht-Kicker.
Horst Mühlmann und Uwe von Schamann liefen als deutsche Kicker für NFL-Teams auf und gelten bis heute als zwei der besten Kicker aller Zeiten. Schamann hielt bis 2007 den Rekord für die meisten Extrapunktversuche in einer Saison. Kicker Dominik Eberle wurde 2020 als Undrafted Free Agent von den Las Vegas Raiders unter Vertrag gestellt und spielte bis 2022 für verschiedene NFL-Teams.
Darüber hinaus gab es im Rahmen des International Practice Squad Programs der NFL viele deutsche Spieler, wie Offensive Liner Samuel Gutekunst und Defensive End Christian Mohr im Training von Profimannschaften, die jedoch ohne Einsatz blieben. Dieses Programm wurde 2008 auf 15 Spieler pro Saison, davon meist etwa drei bis fünf Deutsche, erweitert. 2009 wurde es eingestellt.
2013 wurde das Programm für internationale Spieler zunächst unter dem Namen NFL Undiscovered wiederbelebt und 2017 in International Player Pathway Program (IPPP) umbenannt. Daraufhin fand im Jahr 2019 der Stuttgarter Jakob Johnson über das IPPP seinen Weg als Fullback in die NFL, wodurch er zunächst einen Platz im Practice Squad der New England Patriots erhielt. Noch in derselben Saison wurde er in den aktiven Kader befördert. In der Saison 2020 erzielte er den ersten Offensiv-Touchdown eines Deutschen in der NFL. Von 2020 bis 2022 folgten über das IPPP Defensive Tackle David Bada zu den Washington Comanders, Defensive End Aaron Donkor zu den Seattle Seahawks und Cornerback Marcel Dabo zu den Indianapolis Colts in die NFL.

### Football-Großereignisse in Deutschland
Deutschland war bereits mehrfach Ausrichter größerer Football-Veranstaltungen, etwa des IFAF World Cup, der American-Football-Weltmeisterschaft 2003, der European Championship 1989 und 2000 in Hamburg, 2001 in Hanau sowie 2003 im Rhein-Main-Gebiet. Die meisten Spiele der Weltmeisterschaft wurden nur von etwa 1.000 Zuschauern besucht. Der American Football Verband Deutschland richtete weiterhin die Europameisterschaft 2010 aus. Finanziell wurde das Turnier von der Stadt Frankfurt am Main, dem Land Hessen und der Bundesrepublik getragen. Das Eröffnungs- und das Finalspiel wurden in der Commerzbank-Arena ausgetragen, andere Spiele fanden im Stadion am Brentanobad statt, deutsche und weitere Top-Spiele im Frankfurter Volksbank Stadion. Das Eröffnungs- und das Endspiel wurden weltweit im Satelliten-Fernsehen, alle anderen Spiele per Online-Stream übertragen. Die meisten Übertragungsrechte hatte das Deutsche Sportfernsehen (DSF) inne.

#### NFL-Spiele in Deutschland
Deutschland war mehrfach Ausrichter von Spielen der US-amerikanischen Profiliga National Football League (NFL). Im Rahmen des American Bowl war Berlin fünfmal Ausrichter von Preseason-Spielen im Olympiastadion. Der erste American Bowl fand 1990 zwischen den Los Angeles Rams (zwischenzeitlich St. Louis Rams) und den Kansas City Chiefs statt. Die Rams gewannen das Spiel, das als Werbung für die im darauf folgenden Jahr startende World League of American Football dienen sollte, vor 55.429 Zuschauern mit 19:3. Obwohl in der NFL andere Austragungsorte diskutiert wurden, fanden die deutschen American-Bowl-Spiele auch 1991 bis 1994 im Olympiastadion Berlin statt. Mit der Einführung der NFL Europe mit anfangs zwei, später fünf deutschen Standorten, wurde der American Bowl bis 2005 noch in Japan, Nordamerika und Australien ausgetragen. 

Logo der NFL International Series

In der Saison 2005 gab es erstmals ein Spiel der Regular Season der NFL außerhalb der USA, in Mexiko. Ab 2007 wurde die NFL International Series im Londoner Wembley-Stadion eingeführt. Nach der Einstellung der NFL Europe 2007 gab es immer wieder Überlegungen, auch in Deutschland reguläre Saisonspiele auszutragen, auch wenn die NFL dies 2009 ausschloss. Ab 2021 weitete die NFL ihre internationalen Aktivitäten aus. So muss jedes der 32 Teams mindestens alle vier Jahre ein Spiel im Ausland austragen, nachdem die reguläre Saison von 16 auf 17 Spiele ausgeweitet wurde. Deutschland wurde als weiterer Standort für internationale Spiele ausgewählt. Nach einer Ausschreibung wurden reguläre NFL-Spiele 2022 bis 2025 an die Münchener Allianz Arena und den Frankfurter Deutsche Bank Park vergeben. Als erstes reguläres NFL-Spiel in Deutschland fand am 13. November 2022 in der Allianz Arena das „Heimspiel“ der Tampa Bay Buccaneers gegen die Seattle Seahawks statt. Das Spiel war innerhalb von Minuten ausverkauft. Nach Angaben der NFL hätten drei Millionen Tickets verkauft werden können. In der NFL-Saison 2023 wurden zwei Spiele in Frankfurt ausgetragen, da wegen der Renovierung des Aztekenstadions das internationale Spiel in Mexiko-Stadt nicht stattfinden konnte. Beide Spiele waren innerhalb kürzester Zeit ausverkauft.
| Datum         | Auswärtsmannschaft | Heimmannschaft       | Ergebnis | Austragungsort                        | Zuschauer |
| ------------- | ------------------ | -------------------- | -------- | ------------------------------------- | --------- |
| 13. Nov. 2022 | Seattle Seahawks   | Tampa Bay Buccaneers | 16:21    | Allianz Arena, München                | 69.811    |
| 5. Nov. 2023  | Miami Dolphins     | Kansas City Chiefs   | 14:21    | Deutsche Bank Park, Frankfurt am Main | 50.023    |
| 12. Nov. 2023 | Indianapolis Colts | New England Patriots | 10:60    | Deutsche Bank Park, Frankfurt am Main | 50.144    |
| 10. Nov. 2024 | New York Giants    | Carolina Panthers    | 17:20 OT | Allianz Arena, München                | 70.132    |
| 9. Nov. 2025  | Indianapolis Colts | Atlanta Falcons      |          | Olympiastadion, Berlin                |           |

## Regeln
Die Regeln für den deutschen Spielbetrieb werden jedes Jahr auf Basis des Regelwerks des College-Sportverbands National Collegiate Athletic Association (NCAA) vom Vorjahr erstellt und weichen nur geringfügig von denen der NCAA ab. Eine der auffälligsten Änderungen betrifft die Spielzeit, die von vier Mal 15 auf vier Mal 12 Minuten verkürzt wurde, damit die Spiele nicht zu lang und dadurch für die Zuschauer interessanter bleiben. Da die meisten Sportplätze in Deutschland nicht genau über eine Spielfläche mit 120 Yards (109,728 Meter) Länge verfügen, wurde ein Yard als 1/120 des gesamten Spielfeldes definiert. Die Field-Goal-Stangen dürfen geringfügig von den in den Vereinigten Staaten vorgeschriebenen 18 ft und 6 in abweichen, da viele Mannschaften einfache Verlängerungen an die Torpfosten von Fußballtoren schrauben, anstatt ein spezielles Field Goal zu kaufen und aufzustellen. Darüber hinaus ist die Heimmannschaft nicht verpflichtet, den Hauptschiedsrichter mit einem Mikrofon für Durchsagen auszustatten, und in Ligen unterhalb der GFL muss keine Spieluhr aufgestellt werden.
Zusätzlich ist Kapitel 12 des NCAA-Regelwerkes zum Instant Replay kein Bestandteil des deutschen Regelwerkes.
Eine weitere Regeländerung betrifft die Begrenzung der US-amerikanischen beziehungsweise der nicht-deutschen Spieler. Waren bis 1982 noch fünf Amerikaner pro Spielzug und Mannschaft erlaubt, sind es seit 1986 nur noch zwei. Weiterhin dürfen Mannschaften nur zehn A-Spieler im Kader haben und nur sechs davon am Spieltag einsetzen. A-Spieler sind US-Amerikaner, Mexikaner, Kanadier und Japaner. Diese Regelungen wurden getroffen, um den deutschen Football zu fördern und finanzschwächeren Vereinen den Anschluss zu ermöglichen.
Im Juli 2009 zeigte das Landgericht Stade Unklarheiten in der Bundesspielordnung auf. Sie betrafen vor allem die Lizenzierung für die Bundesligen, deren Rechtmäßigkeit angezweifelt wurde. Die Magdeburg Virgin Guards hatten gegen den ehemaligen Verband Spielverbund Nord-Ost geklagt, da ihnen der Aufstieg in die zweite Liga aufgrund von angeblich illegal eingesetzten Spielern verwehrt wurde. Der Verband hatte einigen Spielern wegen zu spät eingereichter Spielerpässe die Teilnahme am Spielbetrieb verboten. Da diese Nachricht missverständlicherweise nicht bei den Virgin Guards ankam, hatten diese die Spieler eingesetzt und ihnen wurden Tabellenpunkte abgezogen.